# 叙利亚内战
叙利亚内战是叙利亚持续的多边冲突，涉及各种国家赞助和非国家行为者。2011年3月，民众对巴沙尔·阿萨德统治的不满引发了叙利亚各地的大规模抗议活动和民主集会，作为该地区更广泛的阿拉伯之春抗议活动的一部分。经过政府安全机构数月的镇压，自由叙利亚军等各种武装反叛团体开始在全国各地形成，标志着叙利亚叛乱的开始。直至2012年年中，叛乱已经升级为一场全面的内战。
受阿拉伯之春示威潮及对专制政府长期不满的影响，2011年3月15日起叙利亚开始爆发要求总统阿萨德辞职的反政府抗议活动。随后抗议活动遭到严厉镇压，演变成武装冲突。叙利亚国内外多股势力卷入进了武装冲突，主要有以叙利亚武装部队及其盟友为代表的叙利亚政府（阿萨德政权）以及与之相对的主要由政治光谱各异的亲民主、民族主义和反对派组成的叙利亚临时政府。另外还有以沙姆解放组织为首的逊尼派伊斯兰叛乱组织组建的叙利亚救国政府及主要由库尔德人组成、事实上自治的地方性民联势力罗贾瓦。除此之外还有一些伊斯兰极端宗教组织，如和基地组织有关联的征服沙姆阵线及伊斯兰国等。
叙利亚反对派的代表性政治组织为叙利亚反对派和革命力量全国联盟及叙利亚临时政府，主要武装组织为自由叙利亚军。阿拉伯聯盟和海湾组织与57国伊斯兰世界组织相继开除阿萨德政权成员资格，并承认叙利亚反对派为合法代表。另一方面，宗教色彩強烈的伊斯蘭主義武裝組織、包括伊斯兰国在內的伊斯蘭恐怖組織以及尋求擺脫外族統治的库尔德人武裝組織也趁機在敘利亞崛起。據2013年12月報道，相信有多達1,000個敘利亞反政府武裝團體存在。部分反政府武裝团体之间不时发生武装冲突，让敘利亚局势更加混乱。叛军于2013年占领了拉卡地区首府，并于2015年占领了伊德利卜。因此，伊朗和俄罗斯分别在2014年和2015年发起了单独的军事干预，以支持叙利亚政府，改变了冲突的平衡。到2018年底，除伊德利卜地区部分地区外，所有叛军据点都落入政府军手中。至2024年12月，反对派武装攻入首都大马士革，总统巴沙尔·阿萨德及其家族成员流亡莫斯科，复兴党政权正式垮台。
在这场内战中，伊朗、俄羅斯和真主党大力支援敘利亞政府，其中俄罗斯更是自2015年9月起开展空袭和地面行动。而2014年成立的以美国为首的国际联盟宣布以打击伊斯兰国为目的开展了主要是针对政府、亲政府目标及伊斯兰国的空袭活动，并部署了特种部队和炮兵部队在陆地上与伊斯兰国交战。自2015年以来，美国在物质、财政和后勤方面支持北部和东部叙利亚自治行政区政府及其武装叙利亚民主力量。而土耳其自2016年以来则派出部队与叙利亚民主力量、伊斯兰国和政府军作战，但同时也积极支持叙利亚反对派，占领了叙利亚西北部的大片地区，并涉入了许多陆地作战行动。内战在2012－2017年时达到高峰，其后暴力冲突有所降低，但整体情况仍然不容乐观。
叙利亚内战已持续十余年，导致超过至少50万—61万人死亡，已成为21世纪继第二次刚果战争之后死亡人数最多的一场战争。聯合國報告稱，敘利亞政府軍及敘利亞反對派均犯下了包括謀殺、法外處決、酷刑等侵權行為在内的戰爭罪行。

## 背景

叙利亚示威地图，2011年3月20日

### 叙利亚概况

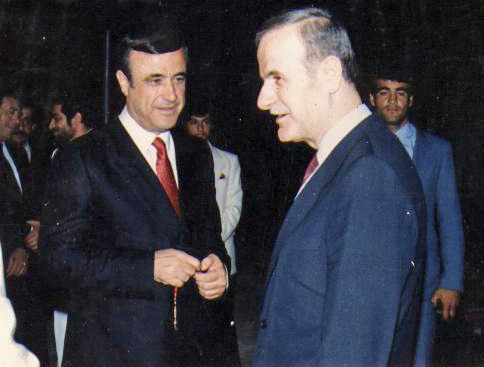
前总统哈菲兹·阿萨德（右）与他的弟弟里法特·阿萨德（左）在一起，两人是哈马大屠杀事件的主谋。

1963年阿拉伯复兴社会党在伊拉克成功夺权后，同年3月8日复兴党也很快通过军事政变掌握了叙利亚的政权。尽管国内的权力发生了改变，但是复兴党通过“1966年行动” 和“1970年叙利亚校正革命”，使该党成为叙利亚唯一的执政党，在叙利亚人民议会里不存在多党选举。
1970年时任国防部长的哈菲兹·阿萨德通过军事政变上台，此后直到2000年去世他统治的这30年里，他一直禁止任何反对党（后来有许多新建的党派被当局宣布是非法组织）或非执政党候选人参与任何选举活动。哈菲兹死后，由於他的遺願，其未到法定總統年龄的儿子巴沙尔·阿萨德通过修改宪法继任为总统，巴沙尔本身是個醫師，会讲英语和法语，并有一位英国出生的妻子（阿斯玛·阿萨德），2000年1月有过一次关于政治和社会方面重要改革内容的“大马士革之春”的辩论，他被人认为具有迫切的改革愿望。
叙利亚自从1962年就一直处于紧急状态法的管理之下，这项法令禁止群众集会和组织运动；当局也有权盘问任何人，并监督私人通讯和审查媒体。因此该法导致叙利亚公民大部分的宪法权利事实上的缺失。叙利亚政府以与以色列交战来为紧急状态法的实施进行辩护。
1976年开始的伊斯兰势力叛乱持续了六年，1982年2月发生在西部城市哈马的哈马大屠杀成为这些事件的一个高潮：哈菲兹·阿萨德将叛乱归因于是哈马的穆斯林兄弟会发动的，对哈马的逊尼派穆斯林实施了焦土政策，派出军事力量进行了镇压，导致一万多人到3.8万人被杀。
2004年东北城市卡米什利的库尔德人发动了反政府的暴乱。暴乱开始于一场混乱的足球赛，当时一些人挥舞着库尔德旗帜，后来比赛演变为一场政治冲突。此后数月，叙利亚警察与当地的库尔德人和阿拉伯部落之间爆发了激烈的对峙和冲突，造成至少30人死亡，有人宣称死亡数字是100人。

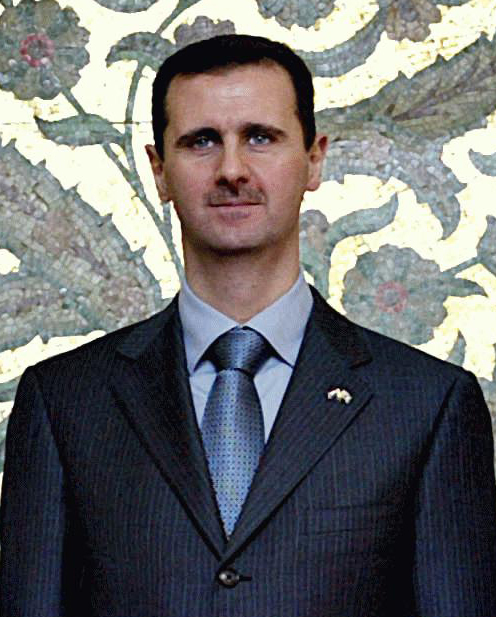
前总统巴沙尔·阿萨德

巴沙尔·阿萨德家族属于阿拉维派教徒（伊斯兰教什叶派的支派）。阿拉维派仅占叙利亚总人口約6%至12%。不过阿拉维派人士控制着该国的安全部队，叙利亚政府也一直完全依靠着阿拉维派控制的军队来打击反政府的人：巴沙尔的弟弟马赫尔·阿萨德领导着该国精锐部队——共和国卫队和第四装甲部队，巴沙尔的姐夫阿瑟夫·沙乌卡特（巴沙尔的姐姐布舒拉·阿萨德的丈夫）是军队的副总参谋长。这使得逊尼派民众对此产生了深深的怨恨。作为该国少数种族的库尔德人也对此产生了许多抱怨和抗议事件。
此外，严重的贪腐现象和失业问题，也是叙利亚民众不满政府的主要原因。有关研究数据显示：2002年叙利亚15到24岁之间的年青人的失业占全国总失业人口的77%，2005年年青人占本国人口的25.4%，年青人的失业率（25%）是成人失业率（4%）的6倍，虽然中东国家年青人的失业率普遍比较高，不过中东国家年青人的失业率平均只是成人失业率的3.3倍，全球平均数字是3.5倍。

### 人权状况
叙利亚的人权状况一直都广泛被一些世界性组织所批评。紧急状态法赋予该国安全部队以极大的逮捕和监禁的权力；由于该国实行一党制，所以不存在自由选举；当局也曾经骚扰和关押着一些批评政府的人士；言论表达、集会和结社等公民宪法权利的活动一直被政府所严格控制；妇女和少数种族可能也面临歧视性待遇。根据2010年人权观察发布的报告，总统阿萨德自上任以来在过去十年所做的改善本国人权状况的做法是失败的，同时该组织声称叙利亚的人权状况是世界上非常恶劣的其中一个。

#### 沙比哈
沙比哈（意思是魔鬼）被认为是巴沙尔的一个堂兄弟Numeer Al Asadis所成立的帮派犯罪组织，他们身穿平民服装但是却经常携带大量武器装备。成员据说超过3,000人，主要由来自于阿拉维派的年轻人组成，据说其中也有一些安全部队士兵（身着平民服装）。但是该组织并不受叙利亚官方承认。一名叙裔美籍活跃人士称该组织的成员为「巴沙尔·阿萨德的民间雇佣兵」。

### 经济及金融制裁
自2004年起，美国通过《叙利亚责任法案》对叙利亚采取经济制裁措施，大部分含超过10%美国制造的产品被禁止出口至叙利亚。此外，叙利亚多个个人和实体也遭美国金融制裁，包括叙利亚商业银行（叙利亚最大的银行）。制裁的理由包括資助恐怖组织、扩充大规模杀伤性武器、在伊拉克扮演捣乱角色、洗黑钱等等。不过，根据维基解密所公布的美国外交机密文件显示，叙利亚在该区域内的反恐努力方面比美国效率更高。

### 2011年事件
政府允许该国广播电台播放西方流行音乐，但是如维基百科、Youtube、Facebook和亚马逊等一些网站一直被该国政府所封锁。到了2011年1月1日，该国公民也被允许到这些网站浏览并注册。不过须注意的是，2007年该国通过了一项法案要求登记所有在论坛上发言的用户的真实个人信息。
2011年1月31日，《华尔街日报》采访了总统巴沙尔·阿萨德，他表示现在是时候开始改革了；对于发生在突尼斯、埃及和也门等国的运动的看法时，他说中东已经到了一个新时代，阿拉伯统治者需要做更多改变以适应民众不断崛起的政治诉求和经济需要。
巴沙尔曾表态叙利亚不会受到埃及示威运动的影响。巴沙尔的顧問沙班指责逊尼派教士们煽动了逊尼派民众的叛乱。

### 气候原因
《美国国家科学院院刊》2015年3月2日刊发的一篇论文认为，全球变暖影响下，“新月沃地”自1900年以来气温升高1—1.2℃，降水量减少10%。2007年—2010年，叙利亚发生该国历史上最严重的一次旱灾，摧毁了该国的粮食生产，畜牧业遭受重创，谷物价格上涨一倍，占叙利亚国内生产总值四分之一左右的农业生产急剧下降约三分之一。同时，叙利亚人口大爆发，从上世纪50年代的400万人猛增至2200万人。
到2011年3月，约150万人被迫从农村地区逃离到城市郊区，而这场社会动荡最终演变为一场内战。

## 进展

2011－2019年间叙利亚局势及外国军事设施

2011年－2013年期間叙利亚内战对峙局势图。（圆圈大小与城镇人口大小成正比）
• 阿拉伯叙利亚共和国“叙利亚政府”控制的城镇
（拥护巴沙尔·阿萨德总统的政府军）
• 自由叙利亚共和国“叙利亚反对派”控制的城镇
（反对巴沙尔·阿萨德总统的反政府军）
• 库尔德最高委员会控制的城镇
（ 库尔德独立军）
• 控制情况不明或双军正在交战的城镇

### 示威與鎮壓（2011年1月－7月）
2011年3月15日在首都大馬士革發生了大型的示威活動，抗議者要求民主改革和釋放政治犯。政府對抗議者開火，並且有多人被羈押。此次抗議活動是由一群孩童在月初被政府逮捕所引起，他們在德拉的牆上留下“人民希望政權倒台”塗鴉。在鎮壓之後，3月18日的星期五（「尊嚴星期五」）全國各地爆發更大規模的示威活動。20日，示威者燒毀了一棟建築物。隨後的衝突造成7名警察和15名抗議者喪生。十天後的一次講話中，總統巴沙爾·阿薩德譴責“外國陰謀”，指控以色列為抗議活動宣傳。
示威活動在全國蔓延，4月1日的星期五（「烈士星期五」）有超過25萬人參加，4月8日的星期五（「反抗星期五」）抗議活動同時出現在十大城市，4月22日的星期五（「偉大星期五」）有二十座城市發生抗議活動。在4月7日前，抗議者的訴求主要是民主改革，釋放政治犯，更多的自由，廢除緊急狀態法，終結貪腐。但4月8日之後，示威口號的重點逐漸轉成推翻阿薩德政府。4月25日，敘利亞軍隊開始在相關城市進行大規模的鎮壓，使用了坦克、步兵戰鬥車和砲兵，導致數百名平民死亡。至5月底，共有1,000名平民、150名士兵和警察被打死，數千人被拘留；被捕者當中有很多學生、自由派人士和人權倡導者。
明顯對抗政府的武裝起事開始於伊德利卜省，靠近土耳其的邊境城市吉斯爾舒古爾，6月4日安全部隊對葬禮遊行隊伍開槍後，哀悼者放火焚燒建築物，造成8名安全人員死亡，並且佔領一間警察局，奪取武器。隨後的日子，暴力持續升級。有未經證實的報導稱吉斯爾舒古爾的安全部隊有一部分叛變，之後秘密警察和情報人員處決拒絕對平民開槍的士兵。後來，更多的敘利亞示威者拿起武器，也有更多的士兵投靠保護示威者。
衝突中，政府和民眾雙方都以宣傳來鞏固他們的論述，並詆毀對方。至2011年7月底，約有1,600名平民和500名安全部隊被殺害，13,000人遭逮捕。

### 起事（2011年7月－10月）
2011年7月29日，7名起事的敘利亞軍官成立敘利亞自由軍，成員包括前敘利亞武裝部隊的軍官和士兵，目標為聯合反對力量“推翻政權（阿薩德政府）”。7月31日，被稱為“齋月大屠殺（Ramadan Massacre）”的全國性鎮壓造成至少142人死亡及數百人受傷。8月23日，反政府的組織聯合組成敘利亞全國委員會。總部設在土耳其，試圖組織反對運動。然而，這個包括自由軍等各個政治團體的聯盟並不是很穩定，流亡人士、草根組織者和武裝分子因為意識形態、種族和宗派線分隔成許多派別。整個8月，敘利亞部隊突襲各大主要城市和邊境，並繼續鎮壓抗議活動。8月底的開齋節慶典被禁止後，安全部隊對示威者聚集的霍姆斯、德拉、大馬士革郊區發動攻擊。
2011年9月，敘利亞反政府武裝組織在各地積極開展叛亂活動。自由敘利亞軍和政府軍之間主要的衝突發生在拉斯坦。從9月27日至10月1日，政府軍在坦克和直升機的支援下，對霍姆斯省的拉斯坦發動大規模攻勢，以驅除叛軍。2011年的拉斯坦戰役是那時政府軍與自由軍最激烈與最長的戰鬥。一個星期後，自由軍被迫從拉斯坦撤退。為了躲避政府圍剿，自由軍的領導人上校里亞德·阿薩德撤退到土耳其。許多武裝分子逃到了附近的城市霍姆斯。
到10月，雙方交戰一直持續。自由軍則開始受到土耳其的積極援助，可以在土國南部哈塔伊省靠近邊境的地區指揮和組織司令部。自由軍利用土敘邊境為安全區和補給線，對敘利亞北部發動攻擊。有叛逃者指出，2011年敘利亞政府有意地釋放關押的伊斯蘭武裝分子，並為他們提供武器，“為了使自己在國際社會中是沒那麼壞的選擇。”

### 2012年主要进展

#### 5月至8月
2012年5月發生胡拉大屠杀後，停火破裂，自由敘利亞軍開始在全國攻擊政府軍。2012年6月12日，聯合國首次正式表示敘利亞已陷入內戰。敘利亞最大兩個城市大馬士革和阿勒頗也被捲入武裝衝突中。

#### 9月至12月
2012年10月的停火失敗後，反政府軍在各條戰線繼續進攻。

### 2013年主要进展

#### 1月至6月

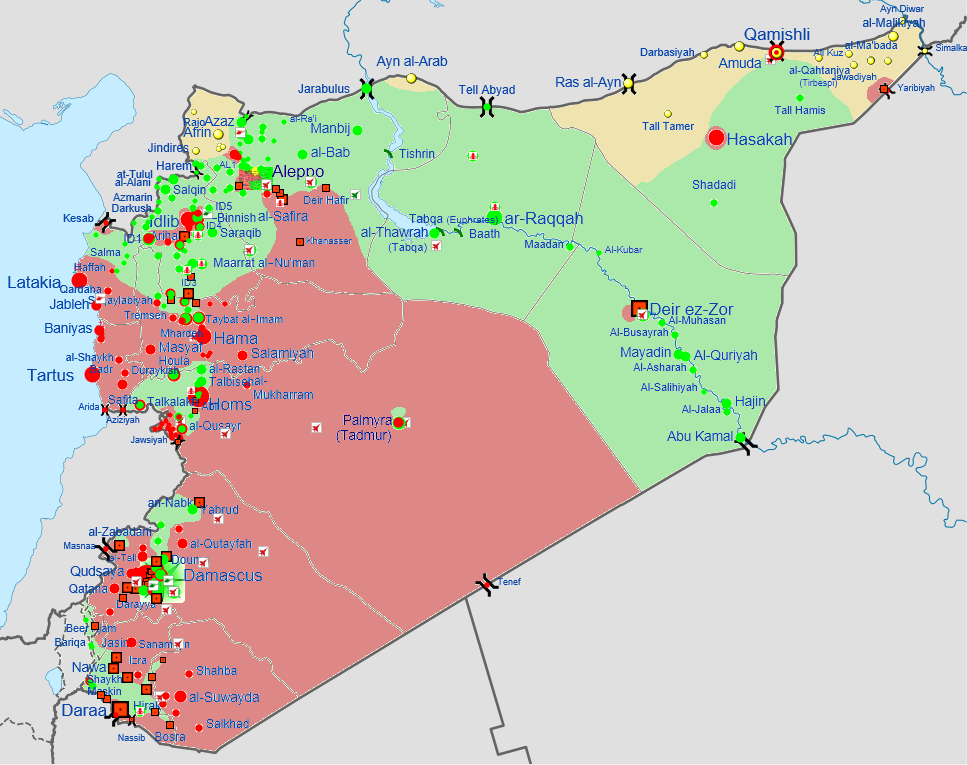
2013年3月敘利亞形勢圖

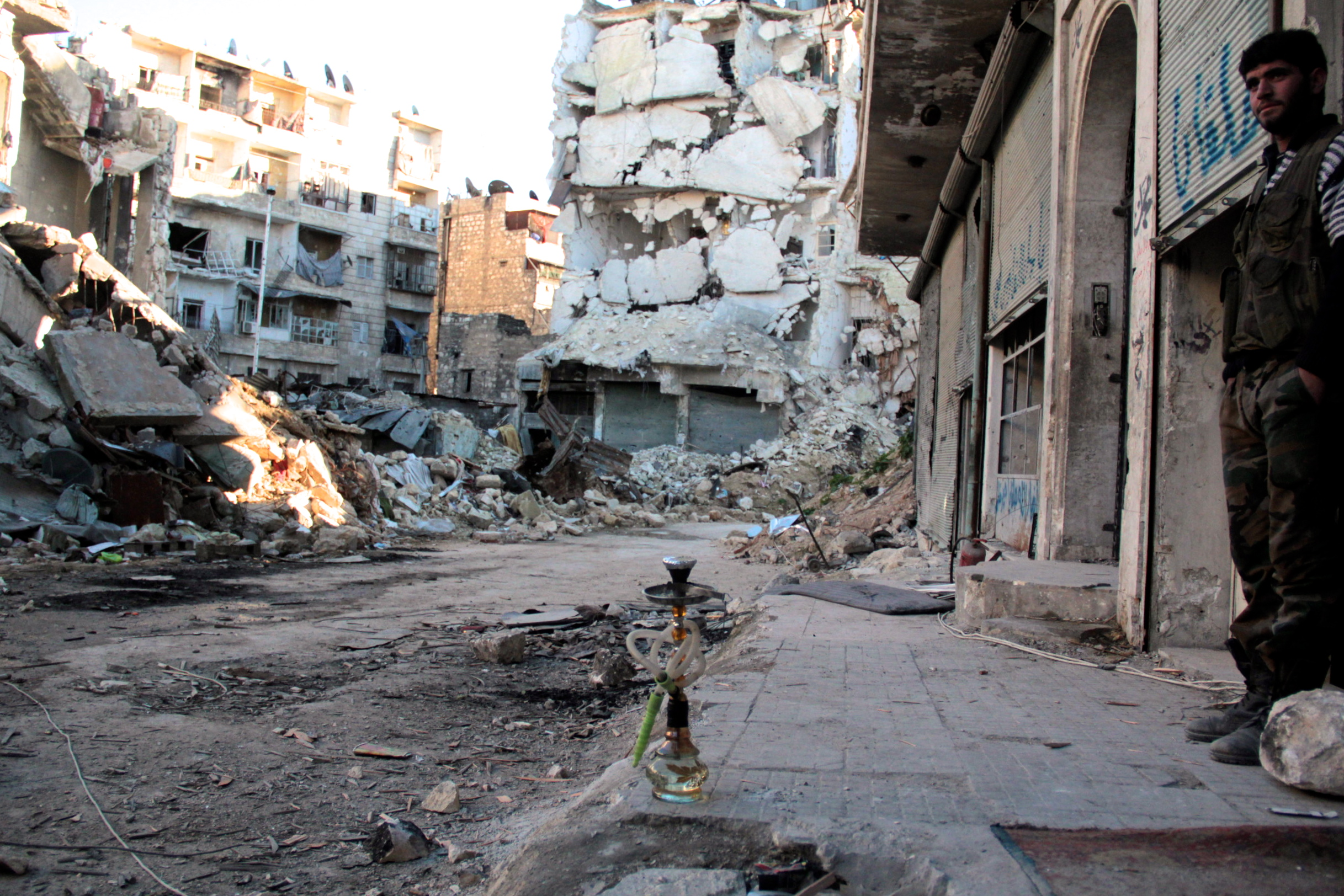
被炸為廢墟的阿勒坡

被炸為廢墟的阿勒坡

2013年1月11日，包括努斯拉陣線在內的伊斯蘭主義團體攻佔在伊德利卜省的塔夫塔纳兹空軍基地。
2013年3月，拉卡省首府拉卡被反對派部隊攻佔，成為第一個落入反對派控制的省會。同月反對派發起「2013年德拉省战役」。
2013年4月，敘政府軍和真主黨部隊發起古賽爾戰役。

#### 7月至12月

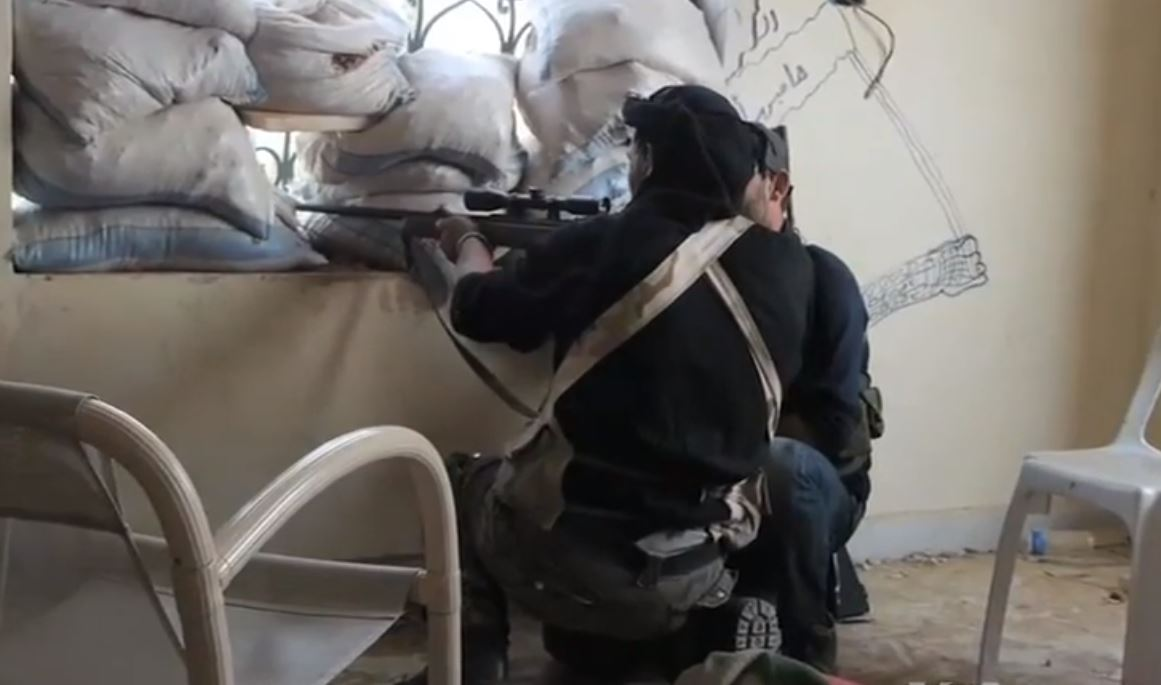
敘利亞叛軍

2013年8月4日，反對派在拉塔基亞省發起攻勢，最終被政府軍擊退。8月6日，反對派經過長期圍攻後終於攻佔在阿勒頗省的梅納戈空軍基地。
2013年8月21日，大馬士革市郊的反對派控制區遭到化學武器侵襲，造成大量死傷。敘反對派與巴沙爾政府互指事件是對方所為。美國總統奧巴馬曾經考慮向敘利亞政府發起軍事攻擊，在俄羅斯政府及美國民意反對動武的形勢下，美國政府接受俄羅斯提出的銷毀敘政府所有化學武器的方案。
2013年9月18日，恐怖組織伊拉克和沙姆伊斯蘭國從自由軍手上奪取鄰近北部邊境的阿扎茲鎮，此後伊斯蘭國與溫和反對派武裝之間的關係日趨緊張。10月初，雙方在阿扎茲再次爆發衝突。

### 2014年主要进展
2014年2月，反對派佔領哈馬省莫克鎮，雙方開始進行交戰。不久，反對派亦於德拉省展開攻勢，即使政府軍攻佔库奈特拉省南部二個地區，不過反對派武裝仍是佔領了Gharaz地區之監獄以及糧倉。同月9日，反對派武裝襲擊並佔領哈馬省的阿拉维派村莊瑪恩，造成21至62人遭殺害。2月26日，政府軍與真主黨部隊在奧太巴伏擊戰打死超過170名反對派武裝分子。
2014年2月27日，伊拉克和沙姆伊斯蘭國宣佈，在拉卡省的所有基督教徒必需向其繳納吉茲亞稅或改信伊斯蘭教，違命者處死。
2014年3月20日，政府軍發動霍森村战斗，目标是切断反对派武装与黎巴嫩之间的人员和武器补给线。在当天下午，政府军攻占了城堡。之后，政府军宣称完全控制了霍姆斯省西部。3月29日，伊斯蘭國攻佔原由努斯拉陣線控制的哈塞克省小鎮马卡达。
2014年5月，政府軍收復霍姆斯市內被反對派控制的城區，不過市郊的瓦爾社區仍被反對派控制。
2014年8月，伊斯蘭國攻佔政府軍位於拉卡省的塔布卡空軍基地，徹底控制拉卡省，雙方合計有數以百計的士兵在戰鬥中陣亡。
2014年9月，以美國為首的多國聯軍開始空袭敘利亞境內的伊斯兰国和努斯拉陣線目標。
2014年11月7日，德拉的叙利亚政府军发现了约旦当局移交给努斯拉阵线的武器仓库。因为许多运送轻武器的箱子上面有约旦的字样，还有一些由沙特购买并运送的苯丙氨乙茶碱（兴奋剂）。

### 2015年主要进展

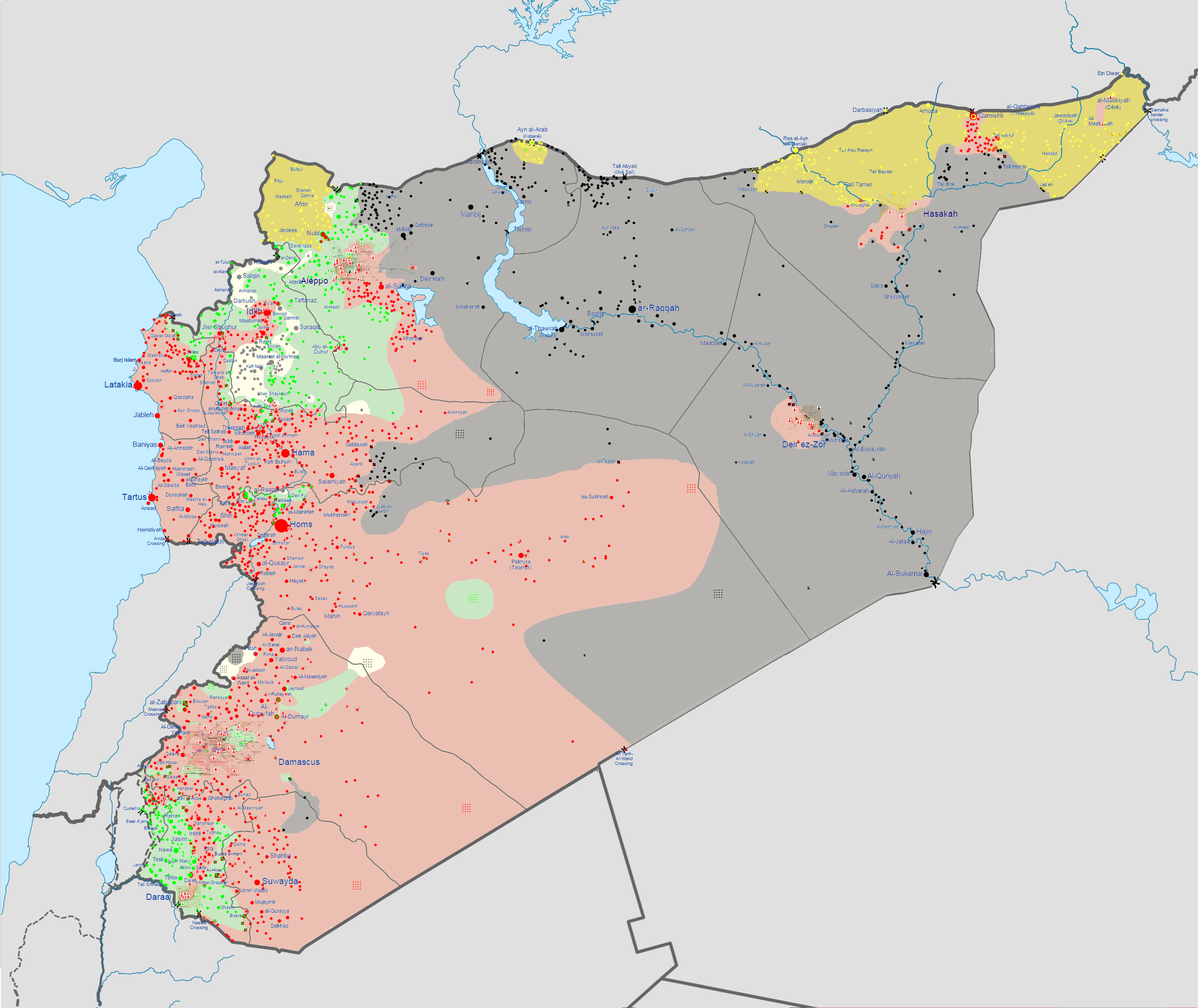
2015年1月1日敘利亞形勢圖

2015年1月，自由敘利亞軍與庫德族聯軍宣佈收復重鎮科巴尼。同月24日，反對派發動第四次德拉省戰役，成功奪取政府軍於德拉省艾夏赫瑪斯金的營地，意圖藉此確保德拉省至大馬士革高速公路的控制權，以及自身在德拉省的各個據點。

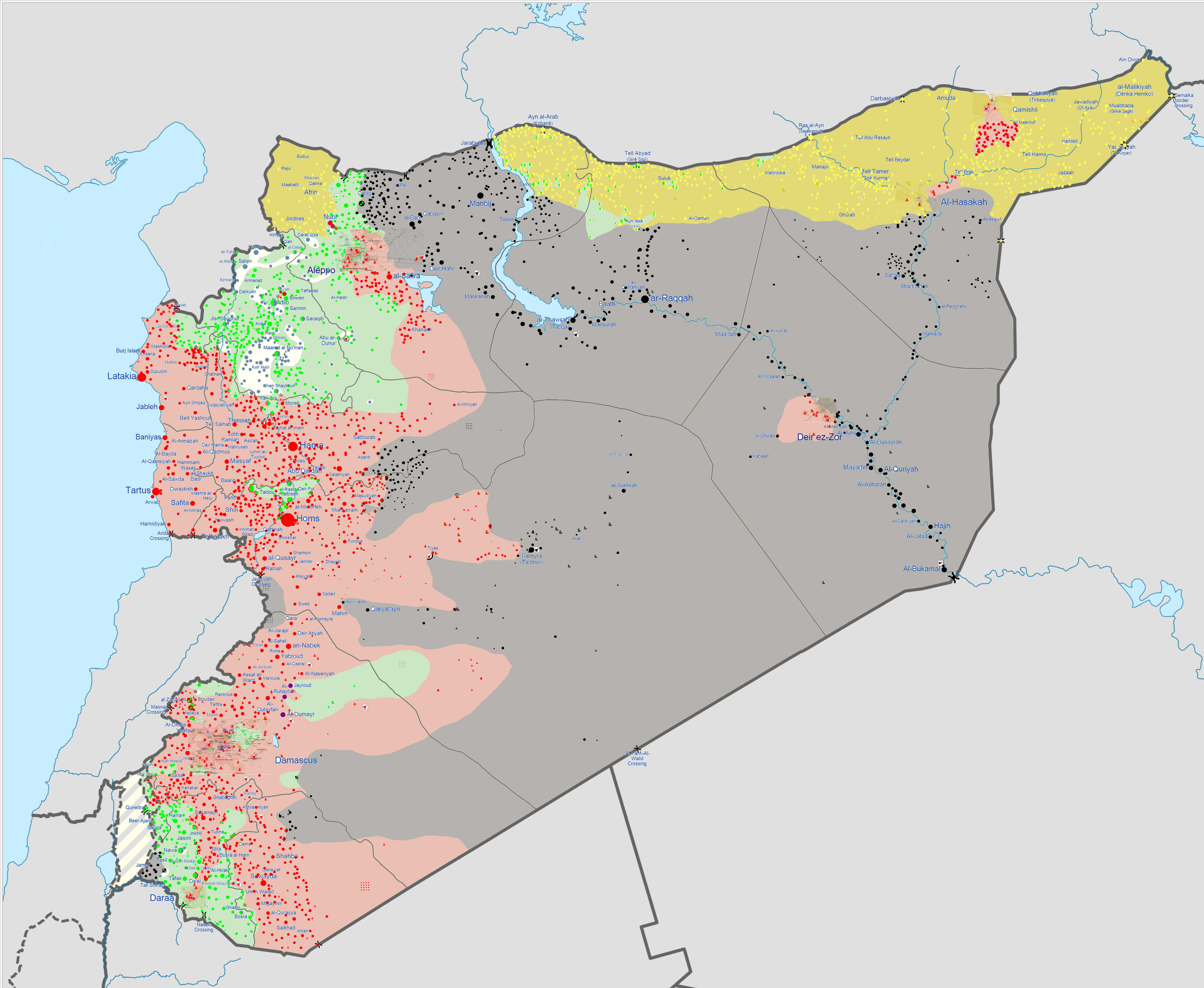
2015年9月1日敘利亞形勢圖

隨着土耳其、沙特阿拉伯和卡塔爾加強援助敘利亞反政府武裝後，敘政府軍在多條戰線節節敗退。2015年3月28日，努斯拉阵线占领了伊德利卜。5月21日，伊斯兰国攻佔巴尔米拉。
7月，敘利亞總統巴沙爾承認政府軍兵力不足，被迫棄守部分地區以集中兵力保衛更重要的地區。8月5日，伊斯蘭國攻佔盖尔亚廷。
2015年9月30日，在獲得俄羅斯國會上議院授權後，俄羅斯空軍開始空襲包括伊斯蘭國在內的敘利亞反政府武裝。
2015年11月24日，一架從敘利亞起飛的俄羅斯空軍蘇-24M戰鬥轟炸機在土耳其敘利亞邊境被土耳其空軍F-16戰鬥機擊落，兩名機師一死一獲救。此次事件導致俄羅斯與土耳其雙方關係大幅惡化，直至2016年中才開始改善。

### 2016年主要进展

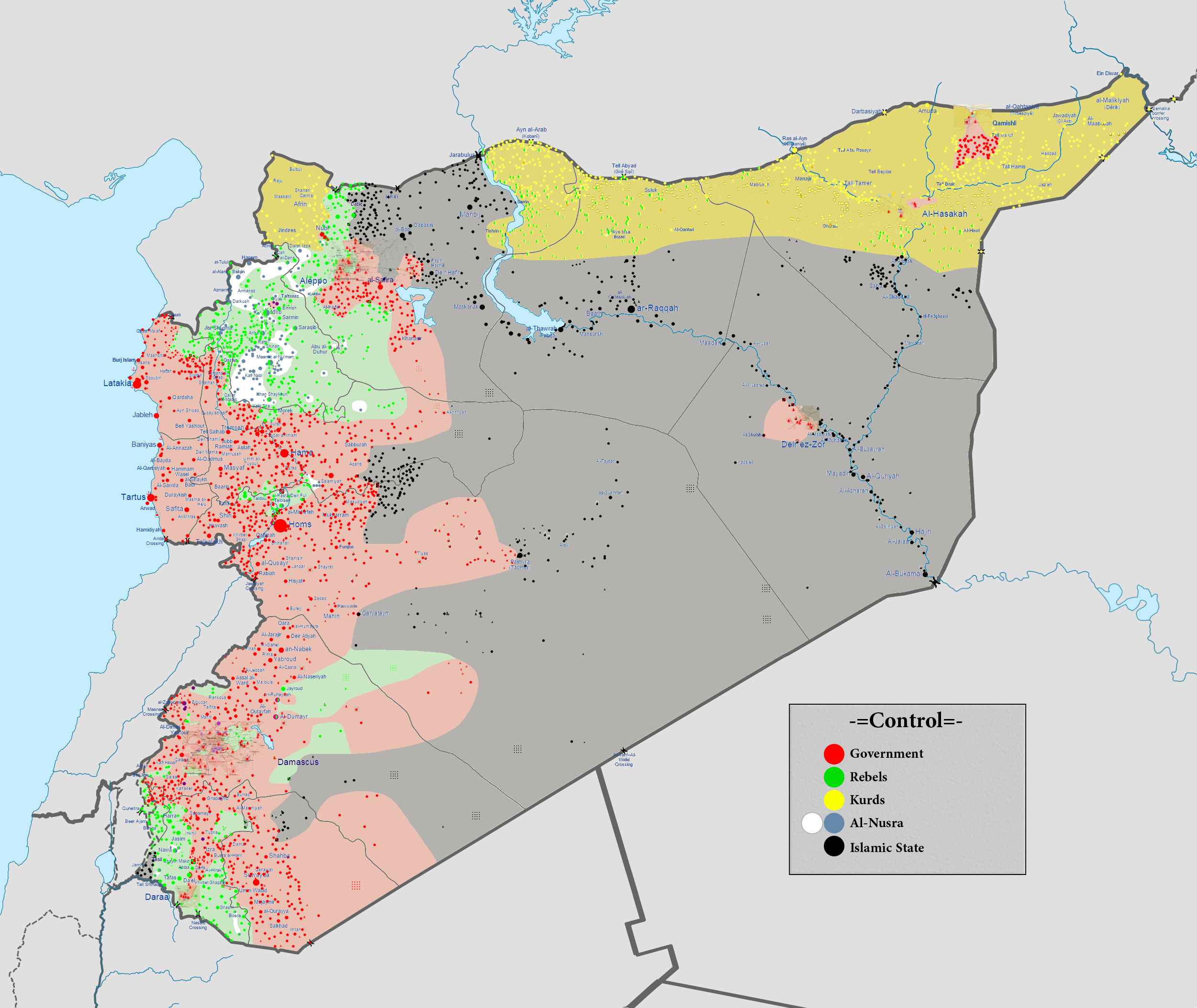
2016年1月1日敘利亞形勢圖

至2016年2月，敘政府軍在俄軍空襲支援下對佔據阿勒頗的反政府軍逐漸形成包圍；與此同時，土耳其與沙特阿拉伯表示有意向敘利亞派出地面部隊打擊伊斯蘭國，只待以美國為首的多國聯盟同意。2016年2月，在其它反對派武裝被俄敘聯軍重創之際，庫爾德族的人民保衛軍乘機佔領一些被其它反對派放棄的據點，土耳其要求人民保衛軍停止在敘西北部擴展地盤，並多次炮轟人民保衛軍在敘利亞境內的據點。俄羅斯反對土耳其與其盟友出動地面部隊進入敘利亞，俄羅斯總理梅德韦杰夫警告此舉有可能觸發新的世界大戰。
2016年初，聯合國安理會一致通過一項由美國和俄羅斯草擬的臨時停火決議案，停火對象不包括被多國定為恐怖組織的伊斯蘭國和努斯拉陣線。敘利亞政府與大約100個反政府武裝團體同意遵守該項停火決議，停火於大馬士革時間2016年2月27日0時開始生效。
2016年3月，敘政府軍在俄空軍支援下從伊斯蘭國手上收復古城巴爾米拉。脆弱的停火至2016年中已逐漸瓦解。2016年7月，敘政府軍成功包圍反對派控制的阿勒頗市東部。同月恐怖組織努斯拉陣線為了改善外界印象，宣佈脫離基地組織並改名「征服沙姆陣線」。8月初反對派勉強打破政府軍對阿勒頗市東部的包圍，不過到9月初政府軍再次成功合圍。
2016年8月，庫爾德族主導的敘利亞民主力量從伊斯蘭國手上奪取北部城鎮曼比季後，土耳其為了阻止庫族把敘利亞東北部的控制區與西北部阿夫林州飛地連成一片，發起「幼發拉底之盾行動」，出兵協助自由叙利亚军奪取伊斯蘭國在土敘邊境以南的控制區，阻止庫爾德人勢力繼續壯大。
9月12日，美俄兩國達成的新臨時停火協議開始生效。9月17日，美國領導的聯軍空襲在代尔祖尔對抗伊斯蘭國的叙政府军，造成至少83名叙政府军人员丧生，另有120人受伤。美國在事後表示是誤炸，但俄敘兩國則懷疑聯軍是蓄意攻擊。
9月19日停火屆滿後，敘政府軍在阿勒頗發起新一輪攻勢。由於阿勒頗的反對派部隊在俄敘聯軍的空襲下傷亡慘重，美國政府要求俄羅斯停止空襲，並以考慮讓反對派部隊擁有防空導彈向俄羅斯施壓。另外美國國務院發言人稱如果敘利亞內戰持續，俄羅斯的城市等目標將有可能遭到敘利亞極端分子攻擊，其言論被俄方批評為威嚇俄羅斯和鼓動恐怖分子攻擊俄羅斯。
2016年10月，俄羅斯副國防部長阿納托利·安東諾夫宣稱從2016年2月27日至9月1日期間，敘利亞境內約有35,000名恐怖分子被消滅。10月14日克里姆林宮宣布，俄羅斯總統普京批准了一項關於俄羅斯空軍無限期使用敘利亞赫梅米姆空军基地的協議。俄敘兩國於2015年8月26日簽署了該項協議。
2016年11月，包括自由叙利亚军屬下團體在內的敘利亞反對派與土耳其軍隊聯合發起巴卜之戰。
12月份是戰局大量變化的一個月，在俄羅斯空中力量和航母及若干親俄國家幕後資源支持之下，敘利亞總統阿薩德的政府軍獲得大量戰果，且先解決歐美支持的反對派武裝再攻擊IS的戰略意圖明顯，該月敘政府軍收復阿勒頗市東部反對派控制區的大部分，迫使反對派接受外交斡旋，同意完全撤出阿勒頗市。至此基本上政府軍收復了所有大城市，總統阿薩德並在電視訪問指出歐美在攻城決戰過程中一直拋出的停火建議和人道主義原則，本質是一種干擾來包庇恐怖份子，沒有所謂反對派和IS的差別，他們都是恐怖份子必須全部消滅。同月伊斯蘭國再次攻佔巴爾米拉。

### 2017年主要进展

2017年1月1日敘利亞形勢圖

2017年1月，伊斯兰国在代尔祖尔省首府代尔祖尔的戰事取得突破，倚賴空運補給的政府軍控制區被分割成不相連的兩部分。同月敘政府軍發動東阿勒頗攻勢，成功從伊斯蘭國手上收復幼发拉底河以西大量領土。
2017年1月28日，征服沙姆陣線與其它一些反政府武裝團體合併成為「沙姆解放組織」。
2017年3月2日，敘政府軍再度收復巴爾米拉。
2017年3月29日，土耳其宣佈「幼發拉底之盾行動」成功完結。

2017年9月1日敘利亞形勢圖

2017年4月4日，叙利亚伊德利卜省的沙姆解放組織控制城镇汗谢洪遭受猛烈的空袭后，大量平民化学中毒。伊德利卜省卫生局表示，被释放的毒气疑似沙林，至少造成58人死亡，逾300人受伤。
2017年4月6日，美军向叙利亚霍姆斯附近机场发射了59枚战斧巡航导弹，美国总统川普在记者会上表示，此次攻击的机场正是汗谢洪化武袭击中战机起飞的机场，并号召其他国家一起抵制巴沙尔的政权。
2017年5月，敘政府軍發動敘利亞沙漠攻勢，並於6月重新控制小部分與伊拉克接壤邊境。5月9日，美國宣佈加強援助敘利亞民主力量中的庫爾德族武裝，引起土耳其不滿。
2017年6月，敘利亞民主力量發起拉卡攻勢的最後階段行動，攻入伊斯蘭國「首都」拉卡。
联合国难民署於2017年6月30日表示2017年上半年有44萬多國內流離失所者重返家園，此外自2015年以來已有約26萬難民從國外自願返回敘利亞。難民自願返回的地區主要是阿勒颇、哈马、霍姆斯和大马士革等由敘利亞政府控制的地區。
2017年7月，敘政府軍發起敘利亞中部戰役。2017年9月，敘政府軍解除歷時超過3年的代爾祖爾之圍。
2017年10月17日，敘利亞民主力量完全攻佔拉卡。同月敘利亞西北部戰役開始。
2017年11月，土耳其支持的反对派在伊德利卜省成立叙利亚救国政府。
2017年12月7日，俄羅斯國防部宣稱俄敘聯軍在5日內消滅550名武裝分子，成功解放伊斯蘭國在敘利亞最後剩下的居民點。

### 2018年主要进展
2018年1月20日，土耳其宣佈進攻阿夫林州的敘利亞庫爾德族人民保護部隊。同日敘利亞政府軍從反對派手上收復位於伊德利卜省東部的阿布杜胡尔空軍基地。
2018年2月，敘利亞西北部戰役結束。
2月18日起，俄敘聯軍開始猛烈轟擊反對派控制的東古塔。
3月18日，土耳其軍與親土耳其武裝分子攻佔阿夫林市中心。
4月7日，大马士革东部的杜马发生化武袭击事件；
4月14日，美國特朗普政府确信叙利亚政府使用化学武器，美国、英国、法国出于惩罚阿萨德政府使用化学武器攻击平民，开始对叙利亚三座化学武器设施实施攻击。俄羅斯與敘利亞则声称化武襲擊是歐美自導自演的事件。
4月15日，叙利亚政府军控制東古塔地区。

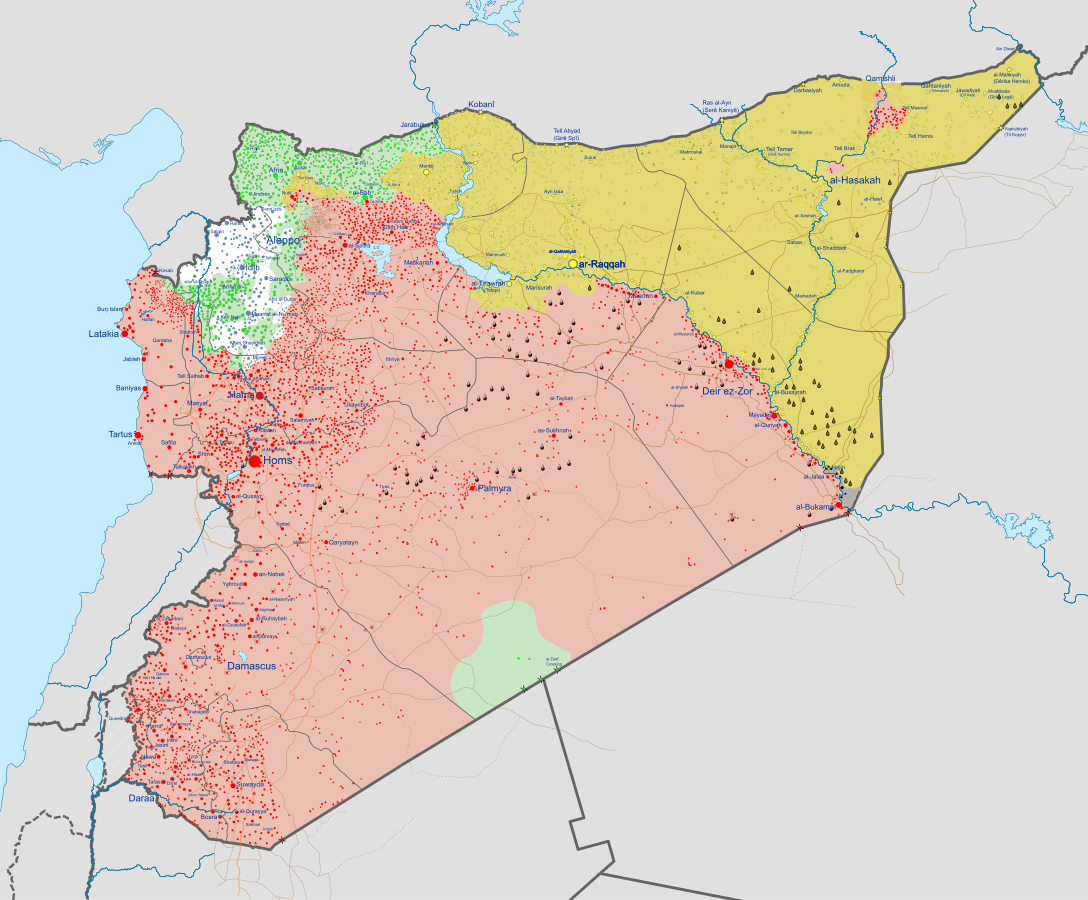
2018年11月1日敘利亞形勢圖

4月16日，美國對敘利亞進行戰斧飛彈襲擊，事後美國宣稱擊毀所有想打的目標，俄方則稱供應給敘利亞的雷達與S-200防空系統擊落數十枚來襲飛彈，各自宣稱勝利。敘方則公布總統正常上班街頭反美遊行照常舉行畫面，並表示美國空襲不痛不癢「沒死半個人，只有六平民受傷」。不過美國在攻擊前大量喊話讓敘方有所準備，襲擊前一天還經由法國媒體將攻擊目標間接透露出來，導致所炸機庫沒有飛機、彈藥庫沒有彈藥，都已經先撤走。俄羅斯與伊朗消息面都有軍事將領表示，若再有西方攻擊將提供最先進武器支援敘利亞，同時將美國在中東的軍事基地全部作為反擊目標，同日俄羅斯在聯合國發言表示西方未獲安理會授權的動武，違反國際法等同於侵略行動。
5月21日，叙利亚政府军完成了对反对派在大马士革南郊最后据点哈杰尔艾斯沃德镇的清剿行动。这也意味着叙利亚首都大马士革及周边地区自2011年叙利亚内战爆发以来首次完全被叙利亚政府军控制。
7月12日，敘政府軍收复德拉省首府德拉的反對派控制區。叙利亚反对派主要据点仅剩伊德利卜省。美国国防部长詹姆斯·马蒂斯11 月21日说，美军将在毗邻土耳其的叙利亚北部边境设立观察哨，与同为北大西洋公约组织成员国的土耳其分享反恐情报，助力打击极端组织“伊斯兰国”恐怖分子。
美国在叙利亚留有大约2000名士兵，他们中的大部分驻扎在该国北部的库尔德地区。美国总统特朗普认为，伊斯兰国已经被击败，且不再寻求推翻叙利亚总统阿萨德政权，加上之前特朗普曾对在叙利亚的军事行动表示“耗费巨大”，12月19日，特朗普宣布从叙利亚撤出所有美国军队。
敘利亞庫族武裝在美國宣佈撤軍後，面對土耳其再次入侵的威脅，只好向敘利亞政府求援。12月28日，敘政府軍進駐曼比季外圍地區。

### 2019年主要进展
2019年2月9日，敘利亞民主力量開始進攻伊斯蘭國在敘最後據點巴古茲鎮。美国主导的国际联盟战机配合叙利亚民主力量对巴古茲鎮进行轰炸，但却遭到叙利亚媒体指责使用白磷弹，美国矢口否认。
2月，美国总统特朗普同意美軍繼續於叙利亚和土耳其交界处及叙南部和伊拉克、约旦交界的坦夫地区各保留一支约200人總數達400人的小规模维和部队。特朗普表示，这并不代表他改变了撤军决定，留下的美军只占美在叙驻军很小一部分；不過，於2月2日時，路透社報導:敘利亞當地媒體傳出美國所率領的盟軍於2日轟炸了敘利亞政府軍在東部代爾祖爾省對抗 「伊斯蘭國」的前線陣地；消息來源指出，這起攻擊造成兩名敘利亞士兵死亡，並摧毀了1個砲陣地，美軍發言人萊恩上校（Col. Sean Ryan）說，美方的盟軍在當地遭遇對方開火，所以行使自衛權還擊，並且說這起事件還在調查中(暗指阿拉伯敘利亞阿賽德政府意圖趁美軍撤退之際、搶回領土，然而卻不幸被餵了一堆美軍炸彈)。
3月21日，叙利亚民主力量完全控制巴古茲鎮。
2019年4月30日，叙利亚和俄罗斯向位于敘利亞反對派控制的伊德利卜省南部发动空襲。而同时，沙姆解放組織以及其盟友突厥斯坦伊斯兰党則在毗鄰伊德利卜省的哈馬省北部與親敘利亞政府武裝交戰。截至5月7日，一系列衝突造成至少55人死亡。
6月15日，敘利亞政府軍5次企圖收復哈馬兩條村落，以及伊德利卜部分區域，但遭到極端組織及反對派伏擊，造成45人死亡，死者大部分是政府軍武裝。
6月27日深夜，土耳其军队驻叙利亚伊德利卜省的「缓冲区」哨站，突遭叙利亚政府军猛烈炮击，土军3人重伤、1人阵亡。
7月22日，敘利亞和俄羅斯對敘利亞西北部持續多日的空襲造成當地至少50人傷亡。截至7月23日，邁阿賴努阿曼有39名平民被殺。再截至26日，近10天內已造成103平民死亡，其中包括26名孩童。從4月30日至8月初，俄敘聯軍的攻勢已造成雙方合計超過2,000人喪生。
8月下旬，敘利亞政府军再次对哈马省北部、伊德利卜省南部多地发起密集打击。8月23日，敘利亞政府軍宣布收复汗谢洪、莫雷克、拉塔米奈等村镇。
10月，土耳其進攻敘利亞境內的庫爾德武裝，土當局稱之為「和平之泉」军事行动。
10月22日，叙总统巴沙尔·阿萨德前往叙西北部伊德利卜省前线接见政府军人员。这是2011年叙利亚危机爆发以来，巴沙尔首次公开前往伊德利卜省。
2019年12月1日開始，敘利亞政府軍在俄羅斯支持下，開始聯手對反抗軍掌控的最後一個主要地區伊德利布省多個區域，發動多次空襲和轟炸，經歷輪番炮火新一輪難民出逃湧現，在中南部地區幾乎「空無一人」。敘利亞政府軍24日表示，進占了當地40幾個村鎮。
此次戰事期間，比利时、科威特和德国起草一項决议案，要求通过土耳其的两个边境口岸和伊拉克的一个边境口岸向叙利亚运送人道救援物资12个月。而俄罗斯只希望通过土耳其的两个边境口岸向叙利亚运送救援物资，並要求将期限缩短为6个月，并为此提出了自己的决议草案。2019年12月19日，敘政府軍發動「伊德利卜黎明2號」行動。12月20日，俄罗斯和中国在联合国安理会动用否决权，否决了比利時等國家提出的决议案。
12月20日深夜，敘利亞政府控制的霍姆斯省的多处油气设施遭到袭击，造成部分生产设施损毁，多个生产单元停止运营。

### 2020年主要进展
2020年1月7日，俄罗斯总统普京抵达叙利亚首都大马士革进行访问并与叙总统巴沙尔举行会谈。这是2011年叙利亚戰爭爆发以来普京首次访问大马士革。
1月10日，敘利亞東部的车辆和军火库遭到空襲，造成8名人民動員成員死亡。
1月12日，叙反对派武装炮击阿勒颇，造成3名平民死亡，另有3人受伤。
1月19日，伊德利卜东南部发生了冲突，至少28名叙利亚政府军和19名反政府武装人员丧生。
2月3日，8名土耳其军民在伊德利卜遭叙方炮击死亡。
2月10日，土方称有101名叙利亚军人阵亡。
2月11日，叙利亚政府軍一架直升機在伊德利卜省被擊落，機上2人身亡。同日，土方宣称消灭了51名叙利亚士兵。次日又稱55名敘利亞軍人遭到消滅。
2月25日，叙利亚政府军在伊德利卜省纳伊拉布击退了武装分子的进攻。
2月27日，土耳其軍隊在位於敘利亞北部伊德利卜省巴拉一帶遭到敘利亞聯軍空襲，造成土軍至少33人身亡，32人受傷。隨後土耳其對敘利亞政府軍發動「春之盾行動」，並宣稱殺死2,212名巴沙爾政權士兵。為了迫使歐盟介入，土耳其於2月28日不再攔阻境內難民前往歐盟國家。同日希腊政府宣布暂时关闭希土之间的陆路边境口岸。3月1日晚上，希臘總理宣佈，將暫停接受任何新的難民庇護申請。3月2日，一艘载有48名难民和非法移民的船只在爱琴海上倾覆，造成一名儿童死亡。
5月11日，國際特赦組織的報告顯示，敘利亞政府在2019年5月至2020年2月的西北戰役中，針對學校、難民機構及醫療院所進行至少18次的蓄意攻擊。
10月5日，阿曼成為第一個恢復在敘利亞派駐大使的波斯灣國家。
12月2日，敘利亞民主力量宣稱他們在敘利亞西北邊境擊斃了30名的土耳其部隊。
12月31日，伊斯蘭國的民兵組織突襲了敘利亞政府軍的車隊，並造成精銳部隊至少37人死亡，敘利亞官方認為這是繼2019年3月伊斯蘭國滅亡後，最有威脅性的一次突襲，並宣稱伊斯蘭國同時殺害了至少25位平民。伊斯蘭國隨後宣稱犯案。

### 2021年主要进展
1月11日，敘利亞政府軍在Al-Ghab平原地區針對敘反對派營地進行突襲，至少殺死11名反對派士兵。
1月13日、15日和22日，以色列據信在美國支持下，對敘利亞東部和伊拉克的邊境地區發動空襲與飛彈襲擊，這次目的旨在消滅伊朗支持的派系和民兵武裝，以及對法蒂瑪旅的軍火庫造成打擊，這次的空襲和導彈襲擊造成至少57人死亡，其中有14名敘利亞政府軍、16名伊拉克民兵和11名伊朗支持的民兵被殺、4名平民遇害。
由於駐伊拉克美軍遭受火箭砲攻擊，2月24日，美軍空襲位於敘利亞境據稱屬於伊朗民兵的建築，22名民兵喪生。此次空襲也是美國總統喬·拜登上任以來首次軍事行動。
2月28日晚，以色列对大马士革周边地区发动导弹袭击，部分导弹被叙防空系统击落。
6月12日，叙利亚反對派掌控的阿夫林遭到炮击，造成至少18人死亡，23人受伤。
6月27日，美军用无人机对叙利亚边境地区多个亲伊朗民兵组织的军事设施发动空袭。
7月29日，敘利亞政府軍進攻並掃蕩西南邊的德拉省，爆發該地近五年來最激烈的衝突，一個多月後，最終政府軍在市區獲勝，但叛軍也趁機在德拉省的鄉村攻佔政府軍設置的18個檢查哨。

### 2022年主要进展
2月3日，美軍在敘利亞東北由土耳其控制的區域中執行特別任務，擊殺了伊斯蘭國的第二任哈里發阿布·易卜拉欣·哈希米·庫雷希。
6月18日，敘利亞指責美国使用40辆卡车將叙利亚的小麦運往伊拉克。
8月11日、13日、16日和21日，敘利亞當局指責美军四度转运一批在叙东北部開採的石油至伊拉克境内。
8月15日，美国驻叙利亚军事基地附近遭到无人机袭击。8月20日左右，美國發動報復性轟炸，炸死了一名在叙利亚执行任务的伊朗将领。
8月23日，美军空襲伊朗支持的團體位於叙利亚代尔祖尔的一個基础设施。24日19时20分左右，叙利亚东北部的康菲公司駐點和格林村遭到袭击。袭击导致3名美军受伤。美方的阿帕奇攻击直升机隨後攻擊3辆汽车，并打死了2至3名参与袭击的人员。

### 2023年主要进展

2023年11月軍事情勢

1月9日，安理会一致同意将叙利亚跨境人道救援授权延长半年。
3月23日，驻叙利亚美军基地遭一架自杀式无人机袭击，隨即美军空袭了叙利亚境内与伊朗伊斯兰革命卫队有关联的组织。
10月5日，叙利亚霍姆斯军事学院遭无人机袭击，造成89人死亡。當天晚上，土耳其国防部表示，土耳其军队当天对叙利亚北部的“恐怖分子”进行了空袭，摧毁数十个目标。而在叙利亚的美军击落了一架接近美军的土耳其无人机。10月6日，土耳其国防部表示，土耳其武装部队已对叙利亚北部库尔德武装控制区内的目标发动新一轮空袭。10月7日，土耳其国防部表示土耳其军队前一晚对叙利亚北部的库尔德武装发起军事行动，打死58名武装人员。

### 阿塞德政權覆滅

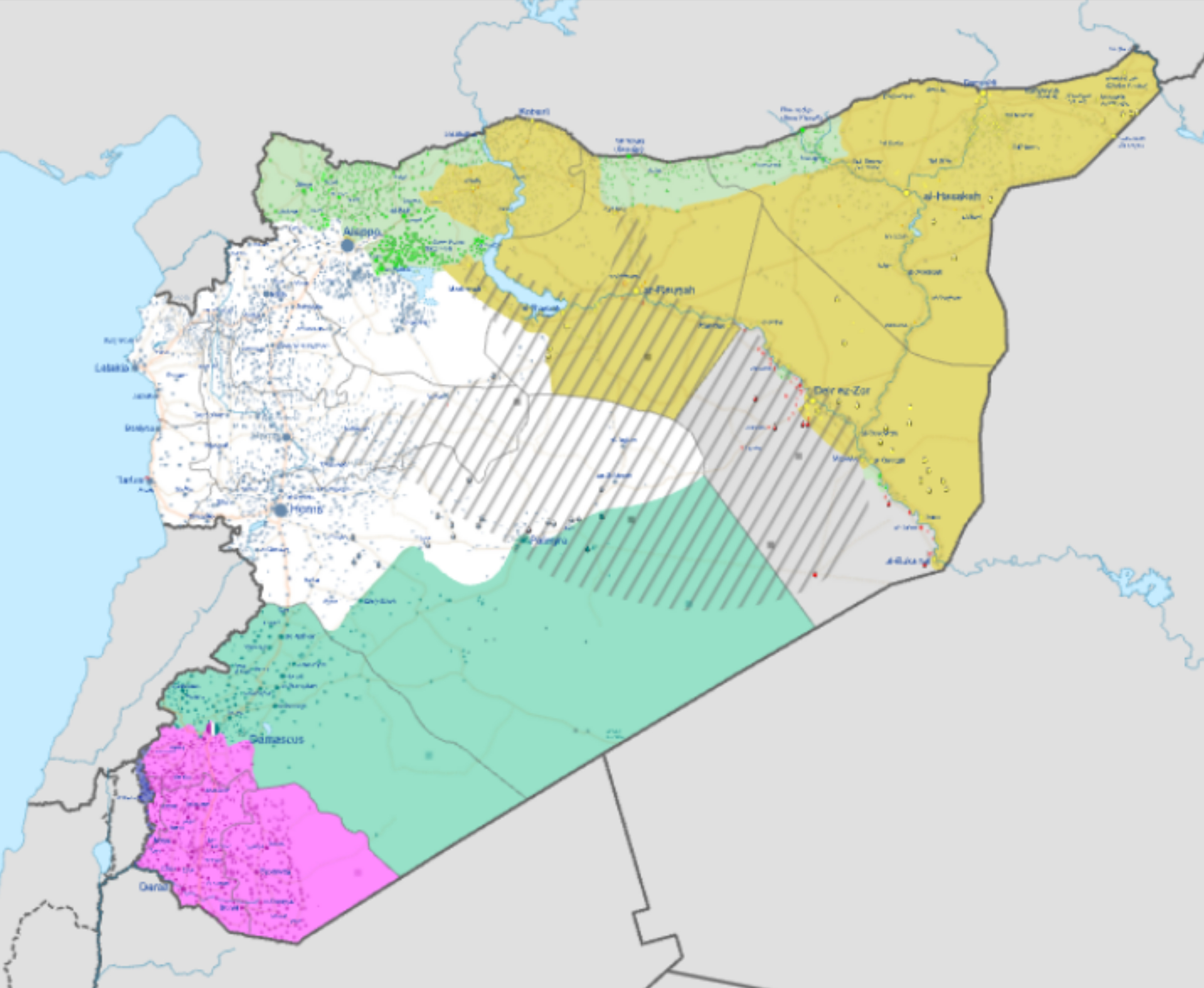
阿薩德政權倒台後2024年12月的軍事局勢

11月27日，沙姆解放組織開始對阿勒坡發動軍事猛攻，沿途攻占數座城鎮及村莊。11月29日，沙姆解放組織攻入阿勒坡，這是自敘利亞政府軍2016年奪下該城以來，反政府武裝首次攻入這座城市。12月5日，在政府軍宣稱撤出後，沙姆解放組織攻下哈馬市，為2011年內戰爆發以來首次被佔領。
12月6日，敘利亞國民軍開始進攻敘利亞民主力量控制的城市曼比季。
12月8日，敍利亞反對派武裝攻陷首都大馬士革。阿薩德搭機逃離大馬士革，举家逃亡俄羅斯。阿薩德家族對敘利亞長達53年的統治宣告終結。
在大马士革被反對派武裝攻佔后，以色列总理本雅明·内塔尼亚胡表示，由于签约方仅代表叙利亚政府军，1974年与叙利亚的边界协议已不再有效，并下令以色列国防军重新占领1974年撤出的“紫线”。土耳其開始透過對敘利亞民主力量陣地進行無人機攻擊來支持敘利亞國民軍的攻勢。
12月24日，敘利亞領導人朱拉尼與前反對派各派武裝領導人達成協議，各派武裝領導人同意解散所有武裝團體並整合到國防部之下。不過库尔德人武装未出席会议。

## 交戰方

### 反对派

复兴党于1963年上台以前的叙利亚国旗（於1932年－1958年、1961年－1963年使用），是许多抗议者（包括自由军）使用的旗帜和反抗当局的标志

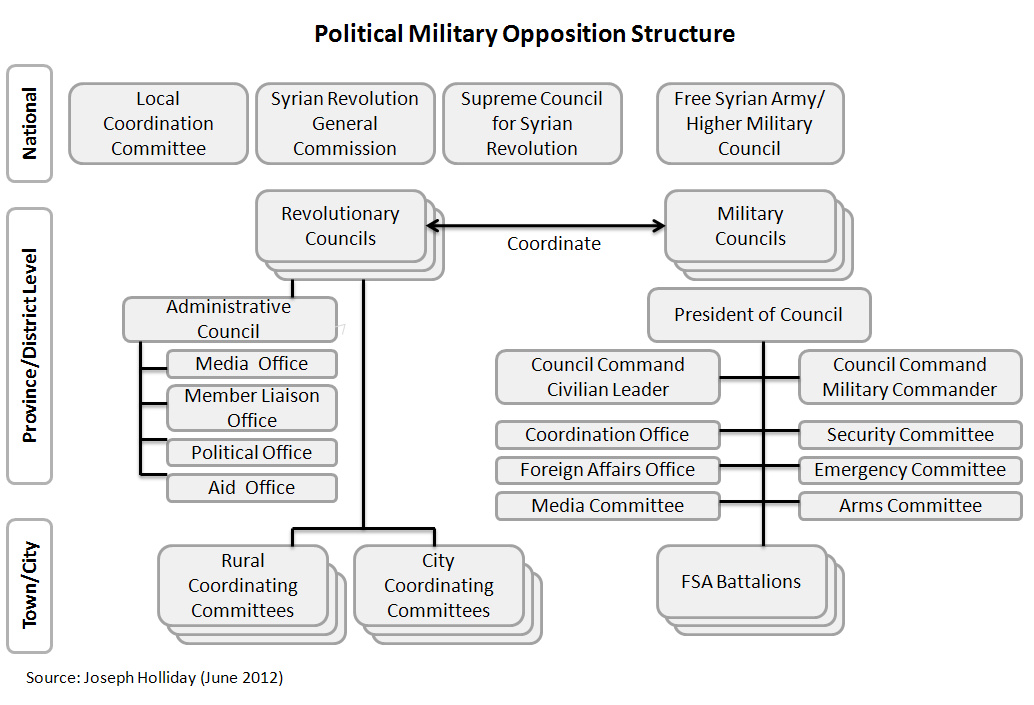
反对派政治军事组织架构图，2012年6月

叙利亚全国委员会曾是最大的反对派组织，后来其地位被叙利亚反对派和革命力量全国联盟取代。

#### 自由敘利亞軍
自由敘利亞軍，也译作“叙利亚自由军”，2011年7月29日通过一个发布在YouTube上的影片宣告成立，由脱离政府军的变节官兵组成。原叙利亚空军上校里亚德·阿萨德担任自由军总司令，最初只有1,000多名成员，截止2012年3月已有70,000名成员，2013年6月有120,000成员（不含后来分出去的伊斯兰军），是主要的反对派军事武装之一。
有意見認為自由敘利亞軍到2014年已名存實亡，它無法約束屬下各大小武裝團體，只不過其「溫和反對派武裝」形象仍有宣傳價值，所以仍有不少武裝分子打着自由敘利亞軍旗號以提高自身的「正當性」和方便取得西方國家支援。

#### 敘利亞全國委員會
叙利亚全国委员会是一個敘利亞反對派團體組成的聯盟，於2011年9月15日在土耳其伊斯坦布尔正式成立，初期共有235名反对派代表。该组织对媒体表示：委员会将代表叙利亚全体人民；他们将坚持既定的政治路线，适时成立代表叙利亚人民的临时政府。委员会认为叙利亚革命将分成政权更迭、过渡时期和未来政治道路3个阶段进行，每个阶段大约需要6个月的时间。SNC與自由敘利亞軍之間有聯繫。
2012年10月31日，美國國務卿希拉里·克林頓批評敘利亞全國委員會不是由正在戰場上的人組成，無法代表敘利亞反對派。2012年11月委員會同意與其他幾個反對派團體組成敘利亞全國聯盟。SNC在敘利亞全國聯盟的60席代表中佔有22席。

#### 敘利亞全國聯盟
敘利亞反對派和革命力量全國聯盟於2012年11月11日在卡達多哈成立，是內戰中所有反对派組建的聯盟，包括「自由全國變革運動」、「伊斯蘭祖國運動」、「解放和發展集團」、「土庫曼全國集團」和「庫德新生活運動」等。海灣阿拉伯國家合作委員會與阿拉伯國家聯盟多數國家（除了阿爾及利亞、伊拉克和黎巴嫩等國）以及北約國家土耳其、美國、英國和法國均承認全國聯盟是敘利亞人民唯一合法代表，並向其提供援助和支持。
2013年3月18日全國聯盟成立了敘利亞臨時政府，總部位於土耳其伊斯坦堡。由莫阿兹·哈提卜出任總統，加桑·希托出任總理。

#### 争取民主变革全国协调委员会
争取民主变革全国协调委员会是由13个左翼政党（都被叙政府宣布为非法组织，其中有3个库尔德政党）和独立政治活动家于2011年组成的政治组织，总部设于大马士革，领导人是Hussein Abdel Azim。全國協調委員會（NCC）與敘利亞全國委員會（SNC）是敘利亞內戰中兩個最主要的反阿薩德政權組織，全國協調委員會的立場較為溫和，主張透過與叙利亚当局的对话使叙利亚「安全与和平地民主化」。

#### 革命委员会
叙利亚革命委员会於於2011年8月19日在伊斯坦布尔宣告成立，是由40个叙利亚反对派组织组成，目的是团结广大示威民众，以致力于在未来建立「一个在所有国民享有自由、平等、尊严和人权的基础上构成的民主的公民国家」。

#### 地方协调委员会
地方协调委员会主要是由年轻的抗议者组成的组织，作用是记录事件的进展和在叙全国传播相关抗议的訊息。虽然他们只有几百名成员组成，不过在示威运动上却是一支主要的力量。

#### 伊斯蘭陣線
伊斯蘭陣線 (敘利亞)是敘利亞內戰中7個武裝組織的合併，於2013年11月22日正式成立。該集團約有戰士40,000人到60,000人。一位不願具名的發言人表示，它不會與敘利亞全國聯盟有關係，雖然該集團的政治局成員艾哈邁德·穆薩曾提出，他希望敘利亞全國委員會可以合作並認可他提出的建議：「敘利亞人民希望的是一場革命，而不是政治和外交議程」。該集團普遍被認為是沙烏地阿拉伯所支持。

### 薩拉菲派
2013年9月有13個強大的反政府武裝拒絕敘利亞全國聯盟的領導，並呼籲以伊斯蘭教法為“立法的唯一來源”。他們在一份聲明中宣布，“Ahmad Tu'mah所領導的聯盟與政府並不代表或承認我們”。簽字的團體包括努斯拉陣線、自由沙姆人伊斯蘭運動、統一旅（Liwa al-Tawhid）等。

#### 征服沙姆陣線
征服沙姆陣線原名「努斯拉陣線」，原是蓋達組織在敘利亞的分支，2016年7月宣佈改名及脫離蓋達組織。雖然努斯拉陣線（包括改名後）是美軍空襲對象之一，但是美國被懷疑在後來非正式地向努斯拉陣線提供實質援助，協助其對抗敘利亞政府。征服沙姆陣線效忠2017年11月由土耳其支持的部分反對派成立的敘利亞救國政府。

##### 外籍圣战者
2014年叙利亚已有7,000名世界各地圣战者加入努斯拉阵线和其它伊斯兰组织，另有6,000多人死亡。據2015年8月報道，已有34,375名外籍聖戰分子死於敘利亞。

### 叙利亚库尔德人
庫德族主要是遜尼派穆斯林，另有少數雅兹迪教派。2011年起事開始時總共佔敘利亞總人口的10％。他們數十年來受到歧視和忽略，被剝奪基本的公民、文化、經濟和社會權。在抗爭運動開始後阿薩德政府最終給予約200,000無國籍的庫德族公民身分，嘗試安撫潛在的庫德族反對派。這個讓步加上許多反對派是由土耳其所支持，以及庫德族在敘利亞全國委員會的代表不足，導致庫德族與敘利亞遜尼派一同參與內戰的人數並不多，因此庫德地區的暴力衝突已經降低。在後阿薩德時代，庫德族希望能有一個分離的州可以享有高度自治。
內戰剛開始時，大多數庫德政黨組織起來進入爭取民主變革力量全國協調委員會，對於阿薩德政府的立場相對比較溫和。然而在2011年10月，民主聯盟黨離開争取民主变革力量全国协调委员会，另外成立庫德全國委員會。
敘利亞庫德族的人民保护部队自2012年7月加入內戰，驅逐了駐守科巴尼的敘利亞政府軍。庫德族驅逐艾因角的阿拉伯人之後，YPG也與一些伊斯蘭武裝，如努斯拉陣線之間有衝突。2014年伊斯蘭國興起後入侵羅賈瓦，攻佔了350個庫德村莊和城鎮，約有300,000庫德族人逃往土耳其。其中連科巴尼也一度危急，一直到以美國為首的聯軍空襲支援以及伊拉克庫德人借道土耳其增援抵達後才擊退伊斯蘭國。

### 伊斯蘭國
“伊斯蘭國”（前稱“伊拉克和黎凡特伊斯兰国”）是一个源自基地组织的极端组织，这一组织打算消除在第一次世界大战结束后由協約國勾畫的现代中东的国家边界，并在这一地区创立一个政教合一的伊斯兰酋长国。“伊斯蘭國”的恐怖分子们在叙利亚和伊拉克实施了造成大量死伤的多重暴力活动。
2013年前该组织称为“伊拉克伊斯兰国”；2013年4月9日宣布与基地组织分支“努斯拉阵线”合併，称为“伊拉克和沙姆伊斯兰国”。努斯拉阵线拒絕合并，与伊斯蘭國分道扬镳，基地组织于2014年2月宣布与伊拉克和沙姆伊斯兰国决裂。後者於2014年6月攻陷伊拉克北部大城摩蘇爾後，改名「伊斯蘭國」。
除了来自伊拉克和叙利亚的成员以外，这个组织也吸引了来自全球81个国家的超过12,000名圣战者加入。他们主要经由土耳其边境进入叙利亚和伊拉克。
在土耳其境内位于阿达纳省因斯里克空军基地附近，有个专门为圣战者提供训练的训练营。数千名圣战者已完成训练并进入叙利亚和伊拉克协助伊斯兰国建立伊斯蘭國。
2014年10月2日美国副总统乔·拜登指责土耳其资助伊斯兰国。土耳其否认了这个指责并要求乔·拜登道歉。其实土耳其想借助伊斯蘭國对付库尔德族武装和阿薩德政府并不是什么秘密。2012年年初或更早，美国中情局在约旦设立训练营为叙利亚反对派提供军事训练，多名完成训练的叙反对派成员因受伊斯蘭國理念所吸引，结果加入了该组织。2014年6月美国向在伊斯蘭國叙利亚占领区内的难民提供人道援助。
2023年4月16日，伊斯兰国武装分子在哈马省发动袭击，造成32名平民死亡。
2024年12月16日，美军对叙利亚境内的伊斯兰国进行了空袭，打死该组织的12名武装分子。

### 以色列
以色列在叙利亚战争中一直和叙利亚政府军敌对。自敘利亞內戰爆發以來，以色列数百次轰炸和空袭叙利亚的军事目标，主要打击伊朗支持的部队和黎巴嫩真主党战斗人员以及叙利亚政府军阵地。以色列还为数个反对派和征服軍武装组织提供创伤治疗和军事培训。此外，联合国报告指以色列和伊斯蘭國之间也有定期联系。以色列单方面划了红线，禁止內戰期間把先進武器移交黎巴嫩真主黨，因为这将使以军失去绝对优势。随着伊朗介入叙利亚，以色列又多次轰炸伊朗在叙军事目标。
2013年1月30日，約10架以色列戰機轟炸了前往黎巴嫩的車隊，美国官员称该車隊載有俄國造的SA-17防空導彈。敘利亞沒有進行還擊，但写信给联合国声明有自卫的權利并谴责以色列的轰炸行动。根據西方情報來源，伊朗少將哈山·沙特尔在空襲當中喪生。伊朗確認了他遭以色列襲擊遇害的消息，并称国家将展开复仇。
多個新聞組織報導，在2013年5月2至3日的晚上，以色列再次襲擊了敘利亞。以色列拒絕回應，但一位不願意透露姓名的美國官員表示目標有可能是一處武器庫。美國政府人員稱，以色列的戰機是從黎巴嫩上空射進敘利亞的，戰機未有進入敘利亞的空域。敘利亞沒有還擊。黎巴嫩總統米歇爾·蘇萊曼譴責以色列使用黎巴嫩空域，並指責以方違反國際法。5月4日，某匿名來源稱受襲的目標為運往真主黨的長程地對地導彈。
有新聞報導在5月4日晚上，大馬士革發生一連串的大規模爆炸。敘利亞官方媒體稱這次襲擊為來自以色列的火箭襲擊，受襲目標包括詹拉亞的一所軍方研究中心。《每日電訊報》引述以色列來源，確認了這次的空袭行动。另外根据某匿名來源，空袭目标是送往真主黨的伊朗造導彈。位於英國的親反對派觀察組織敘利亞人權觀察組織稱，空襲中至少有42名敘利亞軍人喪生，另有100人失蹤。另一反對派來源稱死亡人數有300人，大部分都屬於敘利亞共和國衛隊。
美國總統奧巴馬拒絕對此次空襲回應，但重申以色列有權防止先进武器落入真主黨的手中；英國外交大臣夏偉林持相同立場。埃及總統穆罕默德·穆爾西譴責這次空襲，並稱這會「使叙利亚内战更加複雜」。
2017年1月13日，以色列在提比利亚地区对大马士革以西的梅泽赫军事机场发射几枚导弹，导致机场被轰炸后发生大型火灾和一个重要军事设施损毁。以色列官方拒绝对事件回应。根据叙利亚官方，以色列这次袭击是为恐怖组织提振士气，因为以色列每次袭击都恰好是恐怖组织打败仗之后。叙国外交部重申，国际社会和联合国必须立即采取行动惩罚以色列侵略者，只有这样才能有效阻止以色列支持恐怖组织和不断袭击叙利亚。
2018年12月25日夜间，以军控制下的戈兰高地遭到数枚导弹袭击，以色列铁穹防空导弹系统随即展开拦截，成功拦下了从叙利亚境内发射的数枚导弹，因此并未造成任何人员以及财产损失。与此同时，在遭遇袭击的后第一时间以色列空军紧急出动，再次针对叙利亚首都大马士革西部地区发动空袭。叙利亚防空导弹部队在以色列空袭过程中动用了导弹防御系统，成功拦截了以色列军机绝大多数导弹。但是此次空袭行动依旧造成3名叙军受伤，以及大马士革西部地区一所弹药库受损。
2019年6月1日，以色列北部黑门山遭到两枚来自叙利亚的炮弹袭击。6月2日凌晨，以色列向叙西南部库奈特拉省东部地区发射多枚导弹，造成3名敘利亞士兵死亡和7名士兵受伤。
2019年6月30日，以色列空袭霍姆斯两座有真主党和伊朗人员驻扎的设施。阿拉伯敘利亞通訊社报道称，空袭造成4人死亡，另有21人受伤。敘利亞人權觀察組織則稱空襲造成15人死亡。一枚俄罗斯制造的S-200防空导弹疑似在拦截以色列导弹时偏离航道坠入北塞浦路斯土耳其共和国境内，不过未造成人员伤亡。
2019年8月24日，以色列以圣城旅和其他什叶派武装试图使用无人机向以色列发动袭击為由从戈兰高地朝大马士革周边地区發射多枚導彈，不過大部分導彈被敘利亞防空系統攔截，且無人員傷亡報告。
2019年11月20日，以色列战机对叙利亚境内的几十个军事目标发动了空袭。以色列军方辯解稱此次空袭是对早些时候叙利亚军队向以色列领土发射火箭弹的回应。
2019年12月22日晚11时左右，敘利亞防空系统拦截了多枚发射自以色列的导弹。其中一枚导弹在被拦截后落在大马士革郊区。
2020年7月24日， 以色列派军用直升机攻击叙利亚南部军事目标，報復稍早前叙利亚朝以色列发射弹药。
2020年8月2日，戈兰高地发生攻击未遂事件，次日晚間，以军出动数架战斗机、攻击直升机和其他军机，空袭叙利亚南部的若干军事阵地。
2021年5月4日，以色列空襲拉塔基亞省，造成1死6伤。同年12月28日，以色列再次襲擊拉塔基亞港。
2022年2月24日，以色列空袭大马士革周边地区，3名叙政府军士兵被炸死。3月7日，以色列又朝大马士革周边部分地点發射导弹，造成两名平民死亡。另說當天以色列的空襲造成2名伊朗伊斯蘭革命衛隊成員身亡。
2022年6月6日23时18分左右，以色列从戈兰高地方向向大马士革南部地区的一些目标发射导弹。叙利亚防空系统拦截大部分导弹，不過此次袭击依舊造成敘利亞部分物质损失。
2022年8月25日，以色列空袭叙中部哈马省、西北部塔尔图斯省，造成两名平民受伤。
2022年8月31日21时18分左右，以色列对大马士革东南部部分地点以及阿勒颇国际机场发动导弹袭击。
2023年2月19日凌晨0时22分，以色列自戈兰高地方向发射导弹，空袭叙利亚大马士革城市及周边地区，袭击导致5人死亡，另有15名民众受伤。叙利亚人权观察组织说死亡人数达15人。
2023年3月7日，以色列对阿勒頗机场发动攻击，造成3人死亡，且空中交通停顿。3月22日，以色列又對阿勒颇机场發動导弹攻击，並摧毁了一个伊朗支持的民兵使用的一个军火库，結果机场无法使用。
2023年3月30日，以色列对位于大马士革的部分目标发动了空袭，造成两名士兵受伤。
2023年4月4日凌晨，以色列对大马士革郊区和叙南部实施导弹袭击，造成2名平民死亡。4月9日，以色列又对叙利亚发动炮击。
2023年5月2日，以色列对阿勒颇省发动攻击，打死4名叙利亚军人和三名伊朗支持的战斗人员，阿勒頗機場再次无法使用。
2024年7月14日，以色列袭击大马士革，造成一名叙利亚士兵死亡，三人受伤。
敘利亞復興黨政權滅亡後以色列海军及以色列空军分別發動襲擊，几近消灭了整個敘利亞阿拉伯海軍及敘利亞阿拉伯空軍。

## 國際介入

各國介入敘利亞（黑色）內戰示意圖
敘利亞
支持敘利亞政府的國家
支持敘利亞反對派的國家
對支持哪一方分歧的國家

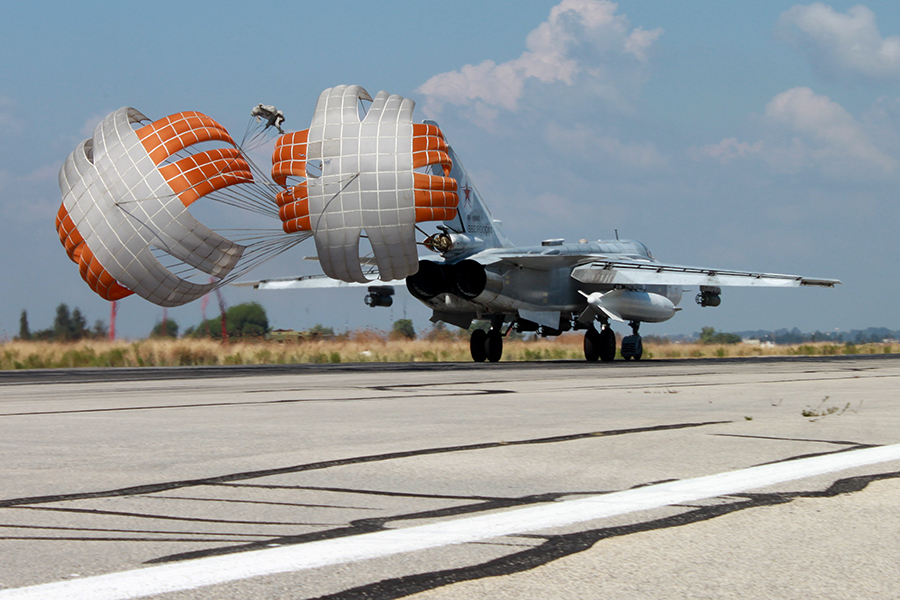
俄羅斯介入敘利亞後派出的SU-24

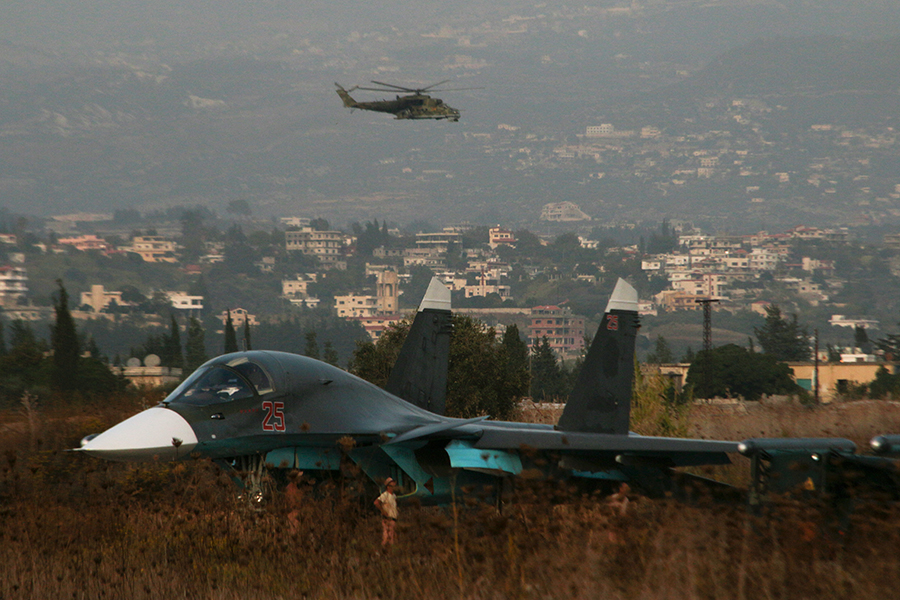
SU-34和雌鹿直升機在敘境內作戰

敘利亞政府和反對派均獲得外國勢力軍事和外交上的援助，因此這場衝突往往被描述為是代理人戰爭。

### 支持敘利亞政府的国家
支持敘利亞政府的勢力最主要是伊朗和黎巴嫩真主黨。兩者都提供軍事裝備、訓練和作戰部隊等，在政治和後勤方面參與這場戰爭。此外，俄羅斯也提供顯著的政治支持敘利亞政府也從俄羅斯得到武器，直接接受格魯烏的情報。2015年9月30日起，俄羅斯空軍開始空襲敘利亞的反政府部隊。
作为叙利亚政府的盟友，伊朗官方起初把示威运动称为“外国势力制造的阴谋”，后来总统內賈德于2011年10月23日表态强烈批评叙政府针对本国民众的“杀戮和屠杀”，有报道显示，伊朗政府提供军事和情报援助暗中协助叙利亚政府以加强对反对派的镇压。俄罗斯和中国坚决反对外国干预叙利亚内部事务，中俄两国还分别于2011年10月4日、2012年2月4日和2012年7月19日的安理会上三次否决了向叙政府施压的决议草案。有情报认为，自2017年起，中国已派遣特种部队进入叙利亚境内与俄军协同作战。
叙利亚內戰起源於阿拉伯之春和伊拉克戰爭的後續效應，敘利亞總統是親俄派，當地也有俄羅斯在中東唯一軍事基地，普京在2011年至今的過程中巧妙運用實力引導局勢，並結合伊朗與敘利亞總統天然的什葉派同盟關係，瓦解了美國歐巴馬總統原本預定對敘政府實施武力推翻的圖謀，之後事件走向國際聯合打擊IS組織，以相對美國少得多的空軍實力卻對IS造成關鍵重創大幅擴增中東影響力，之後促成一股混合軍隊，也就是什葉派民兵與敘政府軍為主體，伊朗軍隊派出少量精銳以志願軍名義潛入擔任骨幹，混合軍隊擔任地面推進戰鬥任務。
其中兩大關鍵事件是土耳其未遂政變和庫德族獨立問題，這是美國自身的戰略失誤被普京反向利用，目前北約的土耳其已經走向親俄，俄國獲取了重大戰略利益。

### 支持反对派的国家与组织
阿拉伯联盟、欧盟、伊斯兰会议组织、海湾合作委员会等国际组织，沙特阿拉伯和土耳其等伊斯兰国家，以及美国、英国等西方国家都谴责叙政府的暴力行径并敦促叙当局进行符合民意的改革。
欧盟于2011年5月份开始对叙采取经济制裁。2011年8月18日美国、英国、法国、德国、加拿大以及欧盟等西方多国领导人发表声明一致要求巴沙尔下台。阿盟自2011年11月16日开始中止了叙利亚的代表资格；11月27日阿盟开始经济制裁叙利亚政府。2011年11月28日联合国人权理事会调查委员会根据所收集的证据得出的报告称：「叙安全部队在全国各地持续严重有系统地镇压和平示威者的行为已构成危害人类罪」。2011年12月19日联合国大会以133个国家投票赞成，中国、俄罗斯、朝鲜和古巴等11个国家投票反对，43个国家弃权的结果通过了谴责叙利亚政府持续使用武力镇压示威民众的决议。2012年7月23日阿盟宣布断绝与叙利亚当局的一切外交联系，并呼吁叙境内外反对派、自由军及各有影响力政治派别立即组建过渡政府。
2012年2月12日基地组织首领艾曼·扎瓦希里发布錄影影像表示：他谴责阿萨德政府迫害人民，他声援叙反对派，支持他们推翻阿萨德政权，并且所有的穆斯林都应该支持叙反对派，他呼吁叙利亚人要靠自己而不是借助西方或阿拉伯国家政府的力量来实现他们的目标。约旦的穆斯林兄弟会呼吁所有穆斯林支持反抗阿萨德政权的圣战。2月24日哈马斯领导人表示他们不再继续支持叙利亚政府，他们支持武装反抗叙当局。
叙利亚全国委员会在多次举行的“叙利亚之友”国际会议上被部分欧美国家与部分阿拉伯国家承认为叙利亚人民的合法代表。
反对派获得土耳其、沙特阿拉伯、利比亚、卡塔尔、科威特等多个穆斯林国家，以及美国、英国、法国、德国等国的支持。

## 国际调停

### 阿盟观察团
2011年11月2日，阿盟宣布已与叙政府就解决叙利亚局势达成一致协议，叙政府无条件同意阿盟提出的“阿拉伯倡议”：立即停止暴力、释放动乱后被逮捕的反对派成员，以及与反对派开展全国对话。在大量伤亡事件不断发生后，11月12日，阿盟在召开紧急外长会议后决定：自11月16日起中止叙利亚在阿盟的成员资格，直到叙政府全面执行阿盟就化解该国危机的倡议为止；阿盟还敦促其成员国召回各自驻大马士革的大使。
12月26日，来自苏丹的将军穆罕默德·艾哈迈德·穆斯塔法·达比（Mohammed Ahmed Mustafa al-Dabi）领导的观察团开始进入叙利亚执行监督任务。觀察團在敘利亞執行任務期間，敘利亞政府部隊與反政府示威者之間的衝突仍然持續。
2012年1月22日，阿盟起草了一个倡议：仿效解决也门局势的方法，呼吁巴沙尔·阿萨德交权给副总统法鲁克·沙雷，并组建一个包括反对派领袖在内的国家联合政府；组建一个独立调查委员会以负责调查自示威以来所发生的各种暴力和镇压事件；在国际社会的帮助下改编安全部队；为未来三个月内举行的自由与公正的议会选举做好准备。这个倡议被叙政府断然拒绝。
最终阿盟于2月份宣布任务失败。阿盟于是寻求联合国出面解决叙问题。

### 联合国监督团
由于阿盟未能阻止叙利亚的暴力冲突，因此联合国为解决叙利亚危机采取了一次维和行动。前联合国秘书长科菲·安南于2012年2月23日开始出任联合国与阿盟联合特使，他于3月开始到叙利亚等国展开斡旋行动，使得当局与反对派于4月中旬达成初步停火计划。2012年4月21日，安理会通过的2043号决议设立了由300名来自多国的监督员组成的监督团，以监督停火协议的执行。挪威将军罗伯特·穆德担任监督团队负责人。由于冲突一直在持续着并且扩大成全面内战的缘故，2012年6月16日，监督团暂停监督任务。监督使命第一阶段为期3个月，安理会于7月20日通过了延长监督团一个月任期的第2059号决议，人数规模减半为150人，来自塞内加尔的Babacar Gaye中将接替罗伯特·穆德担任最后一个月的监督团负责人。8月16日，安理会决定在大马士革设立联合国联络办公室，以便在监督团期满后联合国能在叙利亚继续开展相关工作，并继续为叙利亚民众提供援助和支持。8月20日，监督团任期正式结束。

## 人道援助
自从2011年4月开始，为了躲避政府军对霍姆斯省的泰勒凯莱赫地区与伊德利卜省的吉斯尔舒古尔地区的围攻，一些叙利亚人越过边境逃往鄰国黎巴嫩和土耳其。到了2011年夏季，越过邊境进入黎巴嫩境内的叙利亚人已有数千人。
自2012年1月下旬以来，由于当局部队加大了对霍姆斯等地的袭击力度，因此有更多的人逃离家园以寻求避难。

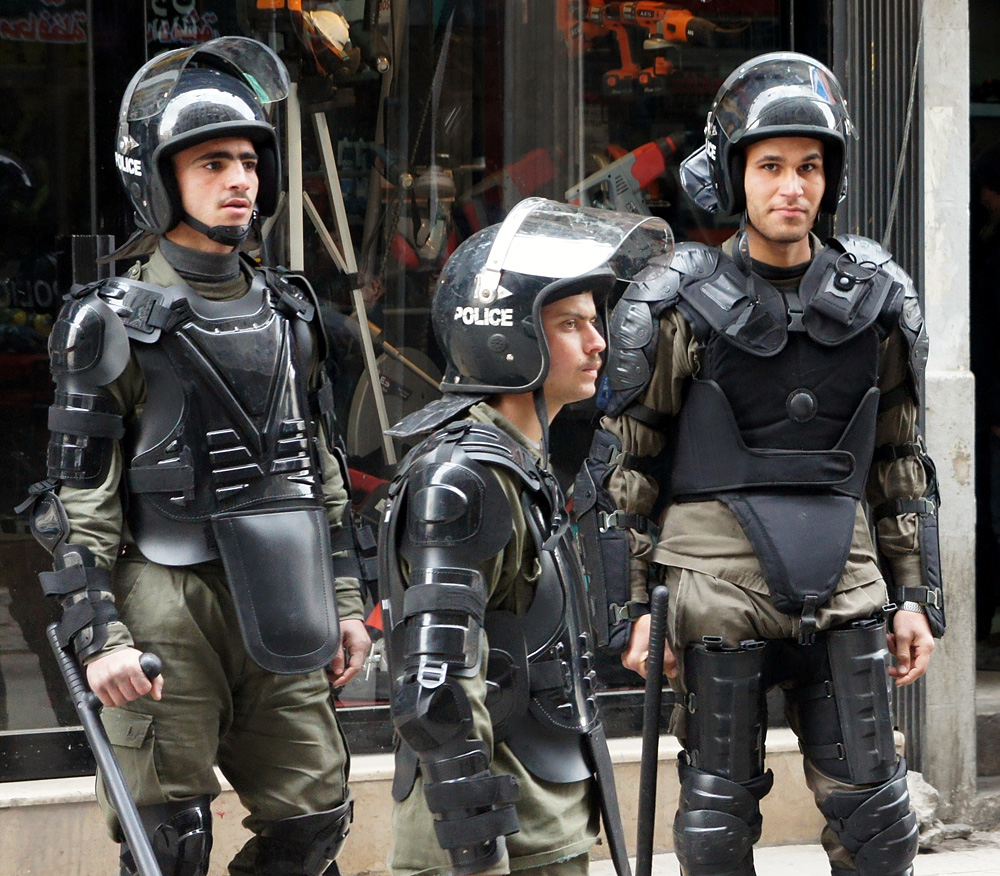
首都戒嚴警力

2012年3月4日，当天大约有2000个难民进入黎巴嫩。
2012年3月7日，联合国难民署宣布有近2000叙利亚人在过去的两天里逃到了黎巴嫩北部。黎巴嫩官员表示在最近几天里，有至少3000名叙利亚难民进入黎巴嫩，其中大部分为妇女与儿童。一些难民对记者表示，叙政府军展开的猛烈轰炸行动使得人们不得不设法逃离家园以躲避战乱。
联合国方面于2012年3月上旬估计，因冲突而逃离家园的叙利亚人有12万5000人至22万5000人。这些难民大多进入到了叙利亚临国黎巴嫩、土耳其和约旦境内。其中在土耳其有超过1万1000名叙利亚难民，约旦有至少8万名叙利亚难民。
联合国也于2012年3月上旬表示，约有150万叙利亚人需要粮食援助。联合国世界粮食计划署表示，该机构自2012年2月份以来通过叙利亚阿拉伯红新月会每月向大约1.7万个叙利亚家庭提供粮食援助。
2012年3月15日，美国国务院发表声明表示，美国政府正通过联合国机构和非政府组织（向联合国难民事务高级专员公署提供550万美元，向联合国世界粮食计划署和红十字国际委员会分别提供300万美元，向一些非政府组织提供100万美元）向叙平民提供1200多万美元的人道主义援助，以救济那些因战乱而生活困难的叙利亚平民。美国也在开展外交活动以确保国际人道主义救援机构人员能安全进入叙利亚。截止9月，美国已向难民提供了超过1亿美元的人道援助。此外，英国、德国和法国也向反对派控制的地区提供了食品、医疗、基础设施建设等人道支援。
2012年4月6日，有数千人从阿勒颇省逃到土耳其。
2012年5月25日，霍姆斯省的胡拉镇发生了针对平民的胡拉大屠杀，导致108人遇难，其中大多为儿童和妇女。2012年6月6日，哈马省的艾库贝尔又发生了艾库贝尔大屠杀。
2012年6月28日，联合国人道主义机构决定，将援助叙利亚难民所需的资金总额上调至1.93亿美元（2012年3月份的募捐呼吁为8410万美元）。过去三个月平均每天增加500名叙利亚难民，目前难民已超过9万6000人。联合国难民署表示，募集的资金将为在伊拉克、约旦、黎巴嫩和土耳其避难的叙难民提供住所、安全保护、食物、水、医疗保健、教育和环卫服务，以及支持收留这些难民的当地家庭。难民署说这些难民中75%以上是妇女和儿童，大部分完全依赖人道援助而维生。
7月8日，联合国难民署发布报告称，目前在黎巴嫩受到救助的叙难民人数已超过3万人，其中1.7万多人被安置在黎北部地区，8000多人被安置在黎东部的贝卡谷地。目前每周约有300名叙难民进入黎北部的哈利德地区，200到400人进入贝卡谷地。
7月17日，当天有近1300名叙利亚难民逃到土耳其，其中包括一名将军和大批现役军人。目前，土耳其已在与叙利亚接壤的边界开设了9个难民营，共接纳了4.3万名难民。土政府将再开设一处能接纳1万名难民的新难民营。
7月20日，联合国难民署发表通报称，在过去48个小时里，有近3万名叙利亚人跨越边境、进入邻国黎巴嫩避难。而在叙利亚境内还有超过8.8万名伊拉克难民（主要聚集在大马士革周边地区）的处境极为困难。
7月底，有20万人为躲避战火而逃离了阿勒颇；至今也有14.2万叙难民进入了约旦。
8月16日，负责人道主义事务的联合国副秘书长阿莫斯向媒体表示，在叙利亚境内有250万身处险境的平民迫切需要国际社会的援助，而在2012年3月，这一数字为100万。
截至8月29日，全球登记的叙难民总数为22万8976人，其中约旦有7万2400人，黎巴嫩有5万7480人，伊拉克有1万8600人，土耳其有8万零410人。而瑞典在當時是接纳叙难民最多的欧洲国家，自2012年1月以来共接纳了2911名叙难民。
9月7日，联合国人道机构将援助叙利亚难民的资金需求增至3.47亿美元，人道行动包括在叙开展的57个援助项目，包括粮食、医疗、水和环卫服务、教育等10个领域。
2013年3月6日，联合国难民署表示，至今逃到邻国寻求庇护的叙利亚人已达100万人，其中一半为孩童。
2015年，根據聯合國難民署7月的數字，叙利亚難民的已經高達4,013,000人。其中土耳其收容了約一百八十萬人；黎巴嫩約有一百一十七萬人；约旦約有六十三萬人；伊拉克約有二十五萬人；埃及約有十三萬人。外湧的叙利亚難民亦加劇了歐洲移民危機，據歐盟邊防局（Frontex）報告顯示，非法移民中有超過28%來自敘利亞。至2014年年底為止，已有79169名叙利亚難民湧入歐盟境內。
2020年1月16日，聯合國表示自從敘利亞政府軍與俄羅斯聯手，於2019年12月開始再次輪番攻擊伊德利布省以來，已迫使當地有大約35萬敘利亞人（大部份是婦女和兒童）逃到鄰國土耳其邊境，尋求庇護。

## 国内反应

### 逮捕与定罪
截至2011年9月15日，有12,743人被逮捕关押。到了2011年10月底，已有超过3万人被关押。
截至2011年底，据报道共有10万人被关押，被关押者不仅面临恶劣的生存条件，一些人被酷刑折磨身亡。

### 审查
2011年2月5日，网络服务受到一些限制，虽然Facebook和YouTube据报道已经于2月8日恢复，但是有关活动家的言论容易受到追踪和禁止。
6月3日，叙利亚政府从当天开始关闭了大部分国内的互联网通信服务，因此导致网络活动报道减少了三分之二。
截止7月29日，Facebook、YouTube和Twitter在叙利亚都遭到不同程度的屏蔽：叙利亚人登陆不上Facebook，看不到YouTube里的影片，Twitter受到流量限制只有一些人才能使用。
2011年8月25日，叙利亚漫画家阿里·法扎特因发表讽刺阿萨德的漫画而受到几名士兵殴打，导致双手严重受伤。
2012年2月15日，叙政府开始全面阻止与干扰阿拉伯卫星电视台在叙境内的广播。

### 妥协让步
2011年8月4日，总统阿萨德签署法令，允许各派别建立合法的政党组织，叙利亚开始实行多党制，不过专业分析人士称这也只是“复兴党领导下的多党制”。
2012年2月26日，叙政府号召民众参加新宪法的公民投票，新宪法限定总统最多只能担任两届，一届任期七年，并且由公民从多个候选人中直接选举产生。

### 组织支持政府的示威活动
6月21日，叙利亚政府鼓动所有复兴党成员举行支持总统的集会，以支持阿萨德于6月20日发表的关于改革的言论。这些集会遍布数个城市，其中以大马士革的数量最多，高达上万人聚集在广场。

## 影響
「敘利亞政策研究中心」於2016年2月宣稱敘利亞內戰已造成2,550億美元的經濟損失。

## 死亡人数
2016年4月23日，聯合國與阿拉伯聯盟敘利亞特使米斯圖拉估計約有40萬人在敘利亞內戰中喪生。